# 声優ユニット
声優ユニット（せいゆうユニット）は、声優が参加した音楽ユニットや演劇ユニットを指す。

## 概要
アニメ作品・アニラジ番組・ゲームソフトなどの主題歌やイメージソングを歌うなど、いわゆる「タイアップ企画」を目的としたものが多く、ユニットの名称も番組やキャラクターに由来したものが多い。タイアップ企画の終了と共に自然に活動しなくなるケースが多いが、解散コンサートなどで明確に解散するユニットもある。また、中には特定イベントでの1日限りというユニットもある。
タイアップとは無縁に、声優個人の活動の一環として結成されたもの、新人・若手声優をまとめて売り出すことが目的で結成されたもの、ライブアイドルの運営手法を加えた声優アイドルユニットもある。

## 声優ユニット一覧

### 男性声優のみのユニット

#### あ行
IDOLiSH7（アイドリッシュセブン）
- 小野賢章、増田俊樹、白井悠介、代永翼、KENN、阿部敦、江口拓也
- ゲーム『アイドリッシュセブン』

アニ○ズ（アニマルズ）
- 入江玲於奈、島﨑信長、鈴木裕斗、西山宏太朗
- ニコニコ生放送『石川英郎のアニ〇スタジオ』

Altessimo（アルテッシモ）
- 土岐隼一、永野由祐
- ゲーム『アイドルマスターSideM』

Uncle Bomb（アンクル・ボム）
- 浪川大輔、吉野裕行

&6allein（アンドシクスアレイン）
- 石井孝英、菊池勇成、土岐隼一、徳武竜也、宮本悠丞、山谷祥生
- WITH LINE所属の声優によるユニット。

ignition（イグニッション）
- 松尾大亮、実川学、宮澤真一
- ドラマCD『ignition〜笑いへの軌跡〜』

Weiß（ヴァイス）
- 子安武人、関智一、三木眞一郎、結城比呂
- アニメ『Weiß kreuz』

Valkyrie（ヴァルキリー）
- 大須賀純、高橋広樹
- ゲーム『あんさんぶるスターズ!』

WITH（ウィズ）
- 小林竜之、土田玲央、山下誠一郎
- テレビアニメ『アイドルタイムプリパラ』

うしろ向きじれっ隊（うしろむきじれったい）
- 高橋直純、保志総一朗、宮田幸季
- ゲーム『遙かなる時空の中で2』

A+DF（エーディーエフ）
- 篠宮隆太、勝村友紀、高村大波、大上玲央、根岸広明、望月駿祐、村岡太平、平松亮祐、上原裕希
- プロダクション・エース所属の声優によるユニット。

NG5（エヌ ジー ファイブ）
- 草尾毅、佐々木望、竹村拓、中村大樹、西村智博
- アニメ『鎧伝サムライトルーパー』

E.M.U（エム）
- 石川英郎、置鮎龍太郎、阪口大助、林延年、緑川光
- ゲーム・ラジオ『卒業M』

M.O.E.（エム オー イー）
- 寺島拓篤、羽多野渉

- ラジオ『羽多野・寺島 Radio 2D LOVE』

M4（エムフォー）
- 上村祐翔、堀江瞬、八代拓、ランズベリー・アーサー
- テレビアニメ『アイカツスターズ!』

ELEKITER ROUND 0 （エレキテル ラウンド ゼロ）
- 日野聡、立花慎之介
- ラジオ『日野聡vs立花慎之介 平成ニッポン・国取り合戦ラジオ!!』

オーブハンター4（オーブハンター フォー）
- 大川透、小野坂昌也、小野大輔、高橋広樹
- テレビアニメ『ネオ アンジェリーク Abyss』

乙女番長（おとめばんちょう）
乙JAPAN（おつジャパン）
- 鈴木達央、諏訪部順一
- ラジオ『集英学園乙女研究部 ( )』

#### か行
Cafe Parade（カフェ パレード）
- 天﨑滉平、狩野翔、児玉卓也、小林大紀、古川慎
- ゲーム『アイドルマスターSideM』

QUARTET NIGHT（カルテット　ナイト）
- 森久保祥太郎、蒼井翔太、鈴木達央、前野智昭
- アニメ『うたの☆プリンスさまっ♪ マジLOVE2000%』

GAYA!（ガヤ）
- 高城元気、野島健児、堀江秀尚、松野太紀
- 2000年4月に堀江秀尚は浪川大輔とメンバー交代。同年12月31日に活動を終了。

奇面組ファイブ（きめんぐみファイブ）
- 玄田哲章、塩沢兼人、龍田直樹、千葉繁、二又一成
- アニメ『ハイスクール!奇面組』

キャップと瓶（キャップとびん）
- 小野坂昌也、川本成、喜安浩平、高橋広樹、津田健次郎
- アニメ『テニスの王子様』

QUELL（クヴェル）
- 武内駿輔、仲村宗悟、西山宏太朗、野上翔
- ドラマCD『SolidS』

Cluster'S（クラスター エス）
- 岸尾大輔、下野紘、福山潤、吉野裕行
- アニメ『CLUSTER EDGE』

C:FIRST(クラスファースト)

　• 伊瀬結陸、宮﨑雅也、大塚剛央
　•ゲーム『アイドルマスターSideM』
クリスピーオトケンバンド
- 諏訪部順一、高橋広樹
- ラジオ『集英学園乙女研究部』

Growth（グロース）
- 寺島惇太、土岐隼一、山下大輝、山谷祥生
- ドラマCD『ALIVE』

CONNECT（コネクト）
- 岩田光央、鈴村健一

#### さ行
彩（さい）
- 中田祐矢、バレッタ裕、山下大輝
- ゲーム『アイドルマスターSideM』

THE 虎牙道（ザ こがどう）
- 小松昌平、寺島惇太、濱野大輝
- ゲーム『アイドルマスターSideM』

G.I.zoku（ジー アイ ゾク）
- 伊藤祐介、菅沼久義、田坂秀樹、谷山紀章、堀内真樹

- CDドラマ・ラジオ「GIZOKU」
- E.M.Uの弟分として結成。2001年7月に伊藤祐介は勝杏里と交代。

四聖獣（しせいじゅう）
- 櫻井孝宏、森川智之、宮田幸季、吉野裕行
- テレビアニメ『おとぎストーリー 天使のしっぽ』・『セイント・ビースト』

SHIPS（シップス）
- 初代：陶山章央、保志総一朗
- 2代目：井出卓也、金井史更
- テレビアニメ『きらりん☆レボリューション』
- 作品内での声優の変更に伴いメンバー変更。

Jupiter（ジュピター）
- 神原大地、寺島拓篤、松岡禎丞
- ゲーム『アイドルマスターシリーズ』

シンガンクリムゾンズ
- 谷山紀章、内山昂輝、柿原徹也、細谷佳正
- テレビアニメ『SHOW BY ROCK!!』

神速一魂（しんそくいっこん）
- 深町寿成、益山武明
- ゲーム『アイドルマスターSideM』

ST☆RISH（スターリッシュ）
- 下野紘、鈴村健一、諏訪部順一、谷山紀章、寺島拓篤、鳥海浩輔、宮野真守
- TVアニメ『うたの☆プリンスさまっ♪』シリーズ
- アニメ第1期『うたの☆プリンスさまっ♪ マジLOVE1000%』では鳥海除く6人編成。第2期『うたの☆プリンスさまっ♪ マジLOVE2000%』から鳥海を加えた7人編成となった。

Stella quintet（ステラ クインテット）
- 伊藤健太郎、岸尾大輔、谷山紀章、福山潤、森田成一
- テレビアニメ『金色のコルダ〜primo passo〜』

Stella quintet+（ステラ クインテット プラス）
- 伊藤健太郎、岸尾だいすけ、谷山紀章、福山潤、宮野真守、森田成一
- テレビアニメ『金色のコルダ〜secondo passo〜』

SMILY☆SPIKY（スマイリー スパイキー）
- 髙木俊、宮野真守

スラップスティック
- 神谷明、曽我部和恭、古川登志夫、古谷徹、野島昭生
- アニメ『合身戦隊メカンダーロボ』の出演者を中心に結成
- 神谷明脱退後は三ツ矢雄二が、三ツ矢雄二脱退後は鈴置洋孝が加入。

3グァバトリオ（スリーグァバトリオ）
- うえだゆうじ、高橋直純、豊永利行
- テレビアニメ『テニスの王子様』

ŹOOĻ（ズール）
- 広瀬裕也、木村昴、西山宏太朗、近藤隆
- ゲーム『アイドリッシュセブン』

青道高校野球部（せいどうこうこうやきゅうぶ）
- 逢坂良太、島﨑信長、花江夏樹
- 逢坂良太、島﨑信長、櫻井孝宏、花江夏樹、細谷佳正、浅沼晋太郎、小野友樹、浪川大輔、森田成一、岡本信彦、下野紘、羽多野渉、松岡禎丞、蒼井翔太
- 逢坂良太、島﨑信長、花江夏樹、松岡禎丞、蒼井翔太
- テレビアニメ『ダイヤのA』

関と小西（せきとこにし）
- 関智一、小西克幸

CELL DIVISION（セル ディヴィジョン）
- 鈴木達央、羽多野渉
- ラジオ『CELL DIVISION Keep on doing』（『CELL DIVISION 男話室13』）

石膏ボーイズ
- 杉田智和、立花慎之介、福山潤、小野大輔
- テレビアニメ『石膏ボーイズ』

S.E.M（セム）
- 伊東健人、榎木淳弥、中島ヨシキ
- ゲーム『アイドルマスターSideM』

零・不死鳥（ゼロ・フェニックス）
- 神奈延年、緑川光

SOARA（ソアラ）
- 小野友樹、沢城千春、豊永利行、古川慎、村田太志
- ドラマCD『ALIVE』

創作集団くれまちす（そうさくしゅうだん くれまちす）
- 小笠原圭吾、十亀将大、泰河慎一
- 創作集団くれまちす オフィシャルウェブサイト

soffive（ソーファイブ）
- 伊東健人、中島ヨシキ、西山宏太朗、比留間俊哉、ランズベリー・アーサー
- 日本テレビ『声優戦隊ボイストーム7』

SolidS（ソリッズ）
- 梅原裕一郎、江口拓也、斉藤壮馬、花江夏樹
- ドラマCD『SolidS』

#### た行
だいず
- 岸尾だいすけ、水島大宙
- 「バックドロップ」から改名。

DABA（ダバ）
- 小野大輔、福山潤、菅沼久義、立花慎之介、日野聡、近藤孝行、間島淳司
- 全員1978年生まれの仲の良い同世代声優が集まったユニット、発案者は小野。

W（ダブル）
- 菊池勇成、山谷祥生
- ゲーム『アイドルマスターSideM』

男子（だんし）
- 伊藤健太郎、岸尾だいすけ、近藤孝行、諏訪部順一、遠近孝一、浪川大輔、山岸功
- 俳協45周年イベント『Party Live!』

チーム総北（チームそうほく）
- 山下大輝、鳥海浩輔、福島潤、安元洋貴、森久保祥太郎、伊藤健太郎
- テレビアニメ『弱虫ペダル』

TEAM『AAA』（チーム ノーネーム）
- 鈴村健一、諏訪部順一、高橋広樹
- アニメ『BUS GAMER』

チーム箱根学園（チームはこねがくえん）
- 前野智昭、代永翼、柿原徹也、日野聡、吉野裕行、阿部敦
- テレビアニメ『弱虫ペダル』

Teamゆーたく（チームゆーたく）
- 小野友樹、江口拓也

翼と一（つばさ と はじめ）
- 小野大輔、鈴木達央
- ゲーム『VitaminX』

DD（ディー ディー）
- 岸尾だいすけ、浪川大輔
- 俳協45周年イベント『Party Live!』

DEAR BOYS（ディア ボーイズ）
- 喜安浩平、小西克幸、鈴木達央、武内健、松風雅也
- アニメ『DEAR BOYS』

帝國華撃団・奏組（ていこくかげきだん・かなでぐみ）
- 立花慎之介、日野聡、細谷佳正、松岡禎丞
- 漫画『サクラ大戦奏組』

2wink（トゥウィンク）
- 斉藤壮馬
- ゲーム『あんさんぶるスターズ!』

2HEARTS（トゥー ハーツ）
- 立木文彦、森川智之

トライクロニカ
- 宮野真守、村瀬歩、逢坂良太
- バラエティ番組『ドーリィ☆バラエティ』

DRAMATIC STARS（ドラマチック スターズ）
- 内田雄馬、仲村宗悟、八代拓
- ゲーム『アイドルマスター SideM』

TRIGGER（トリガー）
- 斉藤壮馬、羽多野渉、佐藤拓也
- ゲーム『アイドリッシュセブン』

Trignal（トリグナル）
- 江口拓也、木村良平、代永翼

- ゲーム『あんさんぶるスターズ!』

トング隊（トングたい）
- 上田陽司、鶴岡聡、末吉司弥
- OVA『テニスの王子様』

#### な行
謎の新ユニットSTA☆MEN（なぞのしんユニット スターメン）
- 岸尾大輔、鈴村健一、諏訪部順一、高橋広樹、鳥海浩輔、保村真、吉野裕行
- ユニット内ユニットに、三本の矢（鈴村、諏訪部、高橋）、ガッツ（鳥海、保村、吉野）、フェロ☆メン（諏訪部、鳥海）、ケンシン（鈴村、保村）がある。

夏組（なつぐみ）
- 皇天馬（江口拓也）、瑠璃川幸（土岐隼一）、向坂椋（山谷祥生）、斑鳩三角（廣瀬大介）、三好一成（小澤廉）
- ゲーム『A3!』

Ninja BOYS（にんじゃ ボーイズ）
- 石塚堅、鈴村健一、宮田始典
- OVA『Ninja者』

ノブグナル
- 岡本信彦、木村良平、代永翼、江口拓也

#### は行
Heart-beat（ハート ビート）
- 高橋広樹、森久保祥太郎
- DVD実写ドラマ『CROSS CHORD』
- 森久保祥太郎×高橋広樹 Heart-beat OFFICIAL WEB SITE

High×Joker（ハイ ジョーカー）
- 白井悠介、千葉翔也、永塚拓馬、野上翔、渡辺紘
- ゲーム『アイドルマスターSideM』

ハイスクールチルドレン（ハイスクールチルドレン）
- 石橋弘毅、高橋奎仁、田淵累生、富園力也、福井巴也
- 声優オーディション番組「キミモテロッジ〜家づくりで声優オーディション!?〜」

Beit（バイト）
- 梅原裕一郎、高塚智人、堀江瞬
- ゲーム『アイドルマスターSideM』

氷帝エタニティ（ひょうていエタニティ）
- 岩崎征実、諏訪部順一、浪川大輔、保志総一朗
- OVA『テニスの王子様』

fine（フィーネ）
- 江口拓也、橋本晃太朗、緑川光、村瀬歩
- ゲーム『あんさんぶるスターズ!』

プルタブと缶（プルタブとかん）
- 木内秀信、楠大典、鈴木千尋、諏訪部順一、鳥海浩輔、森久保祥太郎、森山栄治
- アニメ『テニスの王子様』

Blue Steels（ブルー スティールズ）
- 興津和幸、松本忍、宮下栄治
- テレビアニメ『蒼き鋼のアルペジオ -アルス・ノヴァ-』
- 同作品の公式で主軸であるユニット「Trident」CDの一部に収録、潜水艦イ401の男性3人なので自分たちも歌を歌いたい。
- 収録時、千早群像の群像というフレーズが多く使われる言葉で、原紗友里が始めた群像ラップを他の出演者にも波及した事から始まる。

Procellarum（プロセラルム）
- 蒼井翔太、小野賢章、柿原徹也、木村良平、近藤隆、羽多野渉
- ドラマCD、アニメ『ツキウタ。』

FRAME（フレーム）
- 熊谷健太郎、濱健人、増元拓也
- ゲーム『アイドルマスターSideM』

HE★VENS（ヘヴンズ）
- 内田雄馬、小野大輔、木村良平、高橋英則、緑川光、山下大輝、代永翼
- TVアニメ『うたの☆プリンスさまっ♪』シリーズ
- アニメ第2期『うたの☆プリンスさまっ♪マジLOVE2000%』にて緑川、小野、代永の3名編成で初登場。第3期の『うたの☆プリンスさまっ♪マジLOVEレボリューションズ』で現在の7名編成となる。

Boy's Beat（ボーイ ズ ビート）
- 岡本寛志、三宅淳一、根本幸多、鈴木賢、柴崎幸一（現在は脱退）、河本啓佑（2007年加入）
- B's-LOGのボーイズファンタジアという企画より誕生。

#### ま行
Max Boys（マックス ボーイズ）
- 細谷佳正、増田俊樹
- ラジオ『細谷佳正・増田俊樹の全力男子』

#### や行
UNIVERSE FORM（ユニバース フォーム）
- 大本よしみち、小尾元政、千葉進歩、陶山章央、吉野裕行
- TVアニメ『女神候補生』

#### ら行
Ra*bits（ラビッツ）
- 池田純矢、高坂知也、比留間俊哉、米内佑希
- ゲーム『あんさんぶるスターズ!』

流星隊（りゅうせいたい）
- 中島ヨシキ、西山宏太朗、新田杏樹、帆世雄一、渡辺拓海
- ゲーム『あんさんぶるスターズ!』

Root（ルート）
- 石井一貴、下野紘、宮本克哉
- 活動期間：2003年10月8日 - 2007年10月8日

R-16（ルート シックスティーン）
- 櫻井孝宏、鈴村健一
- ラジオ番組『(有)チェリーベル』
- 番組内のラジオドラマをきっかけに結成。CD化済（『sixteen-シックスティーン-』）。

RENAISSANCE（ルネッサンス）
- 子安武人、速水奨
- CDドラマ『革命前夜〜ルネッサンス〜』

Legenders（レジェンダーズ）
- 笠間淳、駒田航、汐谷文康
- ゲーム『アイドルマスターSideM』

### 女性声優のみのユニット

#### あ行
アース・スター ドリーム
- 中島由貴、高尾奏音、小出ひかる、愛原ありさ、曽我部英理、谷尻まりあ
- アース・スター エンターテイメント主催の「国民的声優グランプリ」の受賞者で結成。

ARTERY VEIN（アートリー ベイン）
- 今井麻美、喜多村英梨
- ラジオ『今井麻美・喜多村英梨のRADIO コープスパーティー！』・ゲーム『コープスパーティー ブラッドカバー リピーティッドフィアー』、ゲーム『花と乙女に祝福を 〜春風の贈り物〜』
- 公式サイト

Aice5（アイス）
- 浅野真澄、神田朱未、木村まどか、たかはし智秋、堀江由衣
- 公式サイト

THE IDOLM@STER CINDERELLA GIRLS（アイドルマスター シンデレラ ガールズ）
- 会沢紗弥、藍原ことみ、青木志貴、青木瑠璃子、赤﨑千夏、朝井彩加、飯田友子、五十嵐裕美、今井麻夏、上坂すみれ、内田真礼、桜咲千依、大空直美、大坪由佳、大橋彩香、金子真由美、金子有希、神谷早矢佳、嘉山未紗、木村珠莉、久野美咲、黒沢ともよ、小市眞琴、佐藤亜美菜、下地紫野、洲崎綾、鈴木絵理、鈴木みのり、高橋花林、高田憂希、髙野麻美、高森奈津美、武田羅梨沙多胡、田澤茉純、立花理香、伊達朱里紗、田辺留依、種﨑敦美、千菅春香、津田美波、照井春佳、東山奈央、都丸ちよ、長島光那、中島由貴、新田ひより、のぐちゆり、花井美春、花守ゆみり、早見沙織、原紗友里、原田彩楓、原田ひとみ、原優子、春瀬なつみ、春野ななみ、深川芹亜、福原綾香、藤田茜、藤本彩花、渕上舞、M・A・O、牧野由依、松井恵理子、松嵜麗、松田颯水、三宅麻理恵、村中知、森下来奈、杜野まこ、安野希世乃、山下七海、山本希望、佳村はるか、ルゥティン、和氣あず未
- ゲーム『アイドルマスター シンデレラガールズ』
- 出演声優全員の総称として「シンデレラガールズ」が使用され、複数人で歌う楽曲のクレジットや、ライブ出演の際などに使用される。

アインフェリア
- 金子有希、木村珠莉、佐藤亜美菜、洲崎綾、M・A・O

＊（Asterisk）（アスタリスク）
- 青木瑠璃子、高森奈津美

＊（Asterisk） with なつなな
- 青木瑠璃子、高森奈津美、安野希世乃、三宅麻理恵

蒼ノ楽団（アズール・ムジカ）
- 青木瑠璃子、内田真礼、洲崎綾、早見沙織、福原綾香

individuals（インディヴィジュアルズ）
- 朝井彩加、高橋花林、松田颯水

炎陣（えんじん）
- 金子真由美、千菅春香、村中知、原優子、安野希世乃

CAERULA（カエルラ）
- 青木志貴、飯田友子、佐藤亜美菜、M・A・O、ルゥティン

Caskets（キャスケッツ）
- 上坂すみれ、桜咲千依、東山奈央、渕上舞、松井恵理子

CANDY ISLAND（キャンディ アイランド）
- 五十嵐裕美、大空直美、大坪由佳

サマプリ
- 赤﨑千夏、鈴木絵理、伊達朱里紗、東山奈央、春野ななみ

サンフラワー
- 木村珠莉、久野美咲、杜野まこ、山下七海、和氣あず未

C5（シーファイブ）
- 五十嵐裕美、大橋彩香、高森奈津美、津田美波、三宅麻理恵

CINDERELLA PROJECT（シンデレラ プロジェクト）
- 青木瑠璃子、五十嵐裕美、上坂すみれ、内田真礼、大空直美、大坪由佳、大橋彩香、黒沢ともよ、洲崎綾、高森奈津美、原紗友里、福原綾香、松嵜麗、山本希望

Sweetches（スウィッチーズ）
- 大坪由佳、高橋花林、都丸ちよ、のぐちゆり、原田ひとみ

セクシーギルティ
- 鈴木絵理、のぐちゆり、和氣あず未

ゼッケンズ
- 赤﨑千夏、金子有希、鈴木絵理、原田ひとみ、松田颯水

凸レーション（デコレーション）
- 黒沢ともよ、松嵜麗、山本希望

凸レーション with 城ヶ崎美嘉（デコレーション ウィズ じょうがさきみか）
- 黒沢ともよ、松嵜麗、山本希望、佳村はるか

Triad Primus（トライアド プリムス）
- 福原綾香、渕上舞、松井恵理子

トロピカル☆スターズ
- 黒沢ともよ、原紗友里、松嵜麗、山本希望、佳村はるか

new generations（ニュー ジェネレーションズ）
- 大橋彩香、原紗友里、福原綾香

NEX-US（ネクサス）
- 上坂すみれ、下地紫野、高森奈津美、松井恵理子、松田颯水

HappyHappyTwin（ハピハピツイン）
- 五十嵐裕美、松嵜麗

春霞（はるがすみ）
- 嘉山未紗、高田憂希、田澤茉純、立花理香、新田ひより

P.C.S（ピンクチェックスクール）
- 大橋彩香、種﨑敦美、津田美波

Positive Passion（ポジティブパッション）
- 赤﨑千夏、金子有希、原紗友里

MasqueRade（マスカレード）
- 青木瑠璃子、大空直美、津田美波、渕上舞、牧野由依

メロウ・イエロー
- 下地紫野、都丸ちよ、藤田茜

宵乙女（よいおとめ）
- 花守ゆみり、原田彩楓、早見沙織、三宅麻理恵、和氣あず未

Love Yell（ラブ エール）
- 種﨑敦美、中島由貴、藤田茜、松嵜麗、杜野まこ

LOVE LAIKA（ラブ ライカ）
- 上坂すみれ、洲崎綾

LOVE LAIKA with Rosenburg Engel（ラブ ライカ ウィズ ローゼンブルク エンゲル）
- 上坂すみれ、洲崎綾、内田真礼

la Roseraie（ラ・ロズレ）
- 藍原ことみ、下地紫野、髙野麻美、種﨑敦美、照井春佳

LiPPS（リップス）
- 藍原ことみ、飯田友子、髙野麻美、佳村はるか、ルゥティン

LittlePOPS（リトル ポップス）
- 青木志貴、朝井彩加、五十嵐裕美、桜咲千依、山本希望

L.M.B.G（リトル・マーチング・バンド・ガールズ）
- 今井麻夏、久野美咲、黒沢ともよ、照井春佳、春瀬なつみ

Rock the Beat（ロックザビート）
- 青木瑠璃子、安野希世乃

Rosenburg Engel（ローゼンブルク エンゲル）
- 内田真礼

あいまいみーまいん
- 小野早稀、桑原由気、東城日沙子、摩天楼由香
- アニメ『ひめゴト』
- 公式サイト

i☆Ris（アイリス）
- 山北早紀、芹澤優、茜屋日海夏、若井友希、久保田未夢、澁谷梓希
- エイベックスと81プロデュースが共同主催した「アニソン・ヴォーカルオーディション」の合格者6名にて結成した声優アイドルユニット。
- 下記はテレビアニメ『プリパラ』でのユニット。

SoLaMi♡SMILE（そらみスマイル）
- 茜屋日海夏、芹澤優、久保田未夢

DressingPafé（ドレッシングパフェ）
- 山北早紀、若井友希、澁谷梓希

I-1クラブ（アイワンクラブ）
- 明坂聡美、安野希世乃、上田麗奈、大坪由佳（ネクストストームへ移籍）、加藤英美里、津田美波、福原香織、山本希望
- アニメ『Wake Up, Girls!』

Aqours（アクア）
- 逢田梨香子、伊波杏樹、小林愛香、小宮有紗、斉藤朱夏、鈴木愛奈、諏訪ななか、高槻かなこ、降幡愛
- メディアミックスプロジェクト「ラブライブ!サンシャイン!!」内のユニット（内部では“チーム”または”グループ“と称し、下記のチームメンバーを3組に分けたものを”ユニット“と呼称）

CYaRon！（シャロン）
- 伊波杏樹、斉藤朱夏、降幡愛

AZALEA（アゼリア）
- 小宮有紗、諏訪ななか、高槻かなこ

Guilty Kiss（ギルティ キス）
- 逢田梨香子、小林愛香、鈴木愛奈

＊ Asterisk（アスタリスク）
- 前田愛、前田このみ、前田千亜紀
- ネットラジオ『前田家の野望』
- 別名「レッツゴー前田」

AZU（アズ）
- 甲斐田ゆき、竹内順子、皆川純子
- ラジオ『AZUのラジオ』

あっぷあっぷ
- 白土麻子、田中まりか、紺野なる

あてな☆（あてな）
- 釘宮理恵、豊口めぐみ、能登麻美子
- アニメ『BURN-UP SCRAMBLE』

Afterglow（アフターグロウ）
- 加藤英美里、金元寿子、佐倉綾音、日笠陽子、三澤紗千香
- スマートフォンゲーム『バンドリ! ガールズバンドパーティ』
- 作中では“ガールズバンド”だが、声優ユニットとしては、ギターボーカル美竹蘭役の佐倉がメインボーカル、他メンバーがバックコーラス。

アプリ山470（アプリやまヨンナナマル）
- 庄司宇芽香、高橋李依、堀江由衣、水瀬いのり
- アニメ『デジモンユニバース アプリモンスターズ』

あまえ隊っ!!（あまえたいっ）
- 川上とも子、新谷良子、寺田はるひ、中原麻衣、樋口智恵子、渡辺明乃
- アニメ『あまえないでよっ!!』

アマリリス
- 大原さやか、折笠富美子、佐藤利奈、中川亜紀子、夏樹リオ、皆川純子、村井かずさ
- 俳協45周年イベント『Party Live!』

AMiRiON
- 藍本あみ、豆咲りお

A-RISE（アライズ）
- 桜川めぐ、松永真穂、大橋歩夕
- テレビアニメ「ラブライブ!」

ARRIVE
- 近藤唯、原由実、角元明日香、山口立花子、中村温姫
- ゲーム『アイドルマスター ミリオンライブ!』

あんこうチーム
- 渕上舞、茅野愛衣、井口裕香、尾崎真実、中上育実
- テレビアニメ『ガールズ&パンツァー』

斑鳩四姉妹（いかるが よんしまい）
- 佐藤利奈、田村ゆかり、戸松遥、花澤香菜
- アニメ『明日のよいち!』、ラジオ『明日のよいちらじを!』

いきづらい部!
- 綾咲穂音、遠藤璃菜、宮野芹、藤野こころ、坂野愛羽、瀬古梨愛、奥村優季、天沢朱音、小戸森穂花、涼ノ瀬葵音
- メディアミックスプロジェクト「イキヅライブ! LOVELIVE! BLUEBIRD」内のユニット。

=LOVE（イコールラブ）
- 大谷映美里、大場花菜、音嶋莉沙、齋藤樹愛羅、齊藤なぎさ、佐々木舞香、佐竹のん乃、髙松瞳、瀧脇笙古、野口衣織、諸橋沙夏、山本杏奈
- ≠MEおよび≒JOYと同じく代々木アニメーション学院による企画。プロデュースはアイドルの指原莉乃。

一年藤組
- 小澤亜李、井澤美香子、M・A・O、村川梨衣
- アニメ『わかば*ガール』

イトリオ
- 松井恵理子、渡部優衣、飯塚麻結
- アニメ『ミリオンドール』

イヤホンズ
- 高野麻里佳、高橋李依、長久友紀
- アニメ『それが声優!』
- アニメ『【俗・】さよなら絶望先生』

Whoops!!（ウープス）
- 坂本真綾、樋口智恵子
- ラジオ『アニメトピアR』

UYAMUYA（うやむや）
- 浅井清己、吉住梢
- ラジオ『君のぞらじお』

Virgo（ヴァーゴ）
- 笠原留美、丹下桜、永島由子、新山志保、柳瀬なつみ
- ゲーム・OVA『お嬢様捜査網』

Wake Up, Girls!（ウェイクアップ・ガールズ）
- 青山吉能、奥野香耶、高木美佑、田中美海、永野愛理、山下七海、吉岡茉祐
- アニメ『Wake Up, Girls!』

うたよめ575（うたよめごしちご）
- 大坪由佳、大橋彩香
- project575

海野高校ていぼう部（うみのこうこうていぼうぶ）
- 高尾奏音、川井田夏海、篠原侑、明坂聡美
- アニメ『放課後ていぼう日誌』

浦和第三高等学校 有志一同
- 瀬戸麻沙美、明坂聡美、大久保瑠美、久保田未夢、大地葉、東城日沙子、渡部恵子、田村奈央

AGC38（エージーシー サーティーエイト）
- 海上明菜、板谷芽依、山岸果穂、山口友香梨、笠井瑠美、渡部由佳、海老原絵里加、佐々梨花、柳橋菜採、いずみ綾、山本衣織、福沙奈恵、中村真奈美、木曽寛子、矢田部明子、ゆうき（桑原由気）、ジュリア・ルー、東城日沙子、新里恵、稲垣麻木、高橋美咲、かみか、丑山えり、齊藤真純、水嶋ゆう、平山笑美、桐谷蝶々、鈴木美優、芦田川久子、杉山茜、西未乃梨、石川姫花、古池由季、一瀬美保、石川未菜子、坂本実里、坂本みぃな、河西美和
（キャラクターナンバー順）
- 旭プロダクションによるキャラクターメディアミックス企画、またはそのキャラクター及び声優38人によるユニット。
- 楽曲によって参加するメンバーは変化する。

AiRBLUE（エールブルー）
- 内山悠里菜、稗田寧々、守屋亨香、緒方佑奈、鷹村彩花、宮原颯希、飯塚麻結、村上まなつ、安齋由香里、松田彩希、山口愛、鶴野有紗、立花日菜、小峯愛未、佐藤舞、土屋李央
- ゲーム『CUE!』

Flower（フラワー）
- 内山悠里菜、稗田寧々、守屋亨香、緒方佑奈

Bird（バード）
- 鷹村彩花、宮原颯希、飯塚麻結、村上まなつ

Wind（ウィンド）
- 安齋由香里、松田彩希、山口愛、鶴野有紗

Moon（ムーン）
- 立花日菜、小峯愛未、佐藤舞、土屋李央

ExA（エクサ）
- 中村繪里子、長谷川明子
- ラジオ『アイドルマスター P.S.プロデューサー』

exige（エクシージ）
- CT.ベロニカ、ミナミ・クリバヤシ
- アニメ『IGPX』、ネットラジオ『君のぞらじお』

エクセル♥ガールズ （エクセル ガールズ）
- 小林由美子、高橋美佳子
- アニメ『エクセル・サーガ』

エクリップス
- 戸松遥、中島愛、早見沙織
- アニメ『バスカッシュ!』

SGガールズ（エス ジー ガールズ）
- 岡田純子、岡本麻見、小田美智子、今野宏美、鈴木麻里子、鈴木麗子、豊嶋真千子、西口有香、前田愛、牧島有希、満仲由紀子、米本千珠
- ゲーム『センチメンタルグラフティ』
- 岡田純子は有島モユと交代。

SD☆Children（エス ディー チルドレン）
- 金田朋子、松来未祐
- ゲーム・アニメ『W〜ウィッシュ〜』、ラジオ『RADIOデコピンないと』

エターナルハーモニー
- 今井麻美、郁原ゆう、愛美、諏訪彩花、末柄里恵
- ゲーム『アイドルマスター ミリオンライブ!』

N's（エヌズ）
- 植田佳奈、後藤麻衣、佐藤利奈、清水香里、生天目仁美、能登麻美子
- 生天目は途中より加入。
- アニメ『乃木坂春香の秘密』

N±（エヌ プラス マイナス）
- 植田佳奈、後藤麻衣、佐藤利奈、清水香里、生天目仁美、松来未祐
- N'sからの派生、自主活動。

every♥ing!（エブリング）
- 木戸衣吹、山崎エリイ

MK-CONNECTION（エムケー コレクション）
- 金月真美、國府田マリ子
- CD『MK-CONNECTION Mk-I』

M's（エムズ）
- 植田佳奈、清水香里
- ラジオ『アニたまどっとコム standard まるなげ♪』

ARIEL（エリアル）
- 富沢美智恵、林原めぐみ、水谷優子
- アニメ『ARIEL（エリアル）』
- ユニット名は「ALL RIGHT IDOL & ELFIN LADIES」の略。

Engage!（エンゲージ）
- 今井麻美、中村繪里子、仁後真耶子
- ラジオ『ラジオdeアイマSHOW!』（第2期）

エンジェルス
- 井上喜久子、菊池志穂、丹下桜、久川綾、三石琴乃
- ラジオ・CDドラマ・OVA『電脳戦隊ヴギィ'ズ★エンジェル』

おさかなペンギン
- 井上喜久子、岩男潤子
- CD『おさかなペンギンCD』

お側御用隊（おそばごようたい）
- 香川葉月、小暮英麻、渡邉由紀
- アニメ『花右京メイド隊』

乙女企画クロジ☆（おとめきかくクロジ）
- 福圓美里、松崎亜希子

乙女企画クロジ第8回公演『きんとと』（おとめきかくクロジだいはちかいこうえん『きんとと』）
- 大浦冬華、仙台エリ、福圓美里、松崎亜希子

乙女ストーム
- 山崎はるか、Machico、伊藤美来、阿部里果、夏川椎菜
- ゲーム『アイドルマスター ミリオンライブ!』

オトメット
- 浅野真澄、榎本温子、桃井はるこ
- アニメ『流星戦隊ムスメット』

#### か行
カラオケ戦隊声優ジャー
- 青木志貴、佐武宇綺、徳井青空、前田玲奈、北川里奈、横山智佐

Garbelia(ガーベリア)
- 内山夕実、種田梨沙
- ラジオ番組『夕実&梨沙の東京ラフストーリー』

GIRLS BE（ガールズ ビー）
- 桑島法子、豊嶋真千子

KAKUWA☆なれ〜しょんず（カクワナレーションズ）
- 飯田里穂、内田彩、楠田亜衣奈、久保田未夢、久保ユリカ、佐々木未来、南條愛乃、新田恵海、Pile、水瀬いのり、三森すずこ、村川梨衣
- テレビアニメ『まけるな!!あくのぐんだん!』
- 同作品の原作者徳井青空が、声優として別作品で共演し、仲の良い人物に声を掛けて、各話のナレーションや主題歌の歌唱を分担させ、その総称としてこのユニット名を用いている。なお、内田・楠田・Pile・村川はナレーションのみ担当し、主題歌歌唱には不参加。また、徳井自身は作品自体には未出演で、このユニットにも不参加だが、特別映像やイベントでは徳井が歌唱を担当していた。

カチューシャ2nd（カチューシャ セカンド）
- 池田ひかる、猪口有佳、河原木志穂
- OVA『下級生2 〜季花詩集(Anthology)〜』

かと＊ふく
- 加藤英美里、福原香織
- テレビ番組『アドリブアニメ研究所』、『ヴォイス・アカデミア』ほか

GALLFORCE ETERNAL BAND（ガルフォース エターナル バンド）
- 川村万梨阿、鶴ひろみ、富沢美智恵、原えりこ、松井菜桜子、山本百合子、渡辺菜生子
- OVA『ガルフォース ETERNAL STORY』

カレイドスターズ
- 大原さやか、西村ちなみ、広橋涼、水橋かおり、渡辺明乃
- アニメ『カレイドスター』

神のみぞ知り隊（かみのみぞしりたい）
- 第1期：伊藤かな恵、竹達彩奈、悠木碧、東山奈央、花澤香菜
- 第2期：阿澄佳奈、伊藤かな恵、小清水亜美、豊崎愛生、早見沙織
- テレビアニメ『神のみぞ知るセカイ』、『神のみぞ知るセカイII』

ガンダムガールズ
- 浅野真澄、富岡由紀子、永山奈々、那須めぐみ、仁後真耶子、早川由佳子
- ゲーム『機動戦士ガンダム戦記 Lost War Chronicles』

GIGIガール（ギー ギー ガール）
- 永堀美穂、松井菜桜子
- CD『サイレントメビウスVS聖獣伝承ダークエンジェルVSコンパイラ 電脳少女歌劇団』

きかい♡少女隊
- 荒浪和沙、内田真礼、津田美波、本多真梨子、水瀬いのり
- アニメ『ロボットガールズZ』

Gigant Girls（ギガントガールズ）
- 徳井青空、橘田いずみ、愛美
- テレビアニメ『超爆裂異次元メンコバトル ギガントシューター つかさ』

北宇治カルテット（きたうじカルテット）
- 朝井彩加、安済知佳、黒沢ともよ、豊田萌絵
- アニメ『響け!ユーフォニアム』

北高文芸部女子会（きたこうぶんげいぶじょしかい）
- 茅原実里、桑谷夏子、後藤邑子、松岡由貴、平野綾
- アニメ『長門有希ちゃんの消失』

キュアフレッシュ!
- 沖佳苗、喜多村英梨、中川亜紀子、小松由佳
- テレビアニメ『フレッシュプリキュア!』

QP'S（キューピーズ）
- 鈴木砂織、金丸日向子、丸尾知子
- 青二塾東京校6期生
- シングルレコード『なんだって?』『照れたりしないDE』

キラキラ
- かないみか、西原久美子
- CD『とうきょうデンキKIRAKIRA合唱団 THE COVERS』

coopee（クーピー）
- 桑谷夏子、斎藤千和
- ラジオ『VOICE CREW』

gdgd妖精s（ぐだぐだフェアリーズ）
- 明坂聡美、水原薫、三森すずこ
- アニメ『gdgd妖精s』

Cristal A（クリスタル エー）
- 椎名へきる、手塚ちはる、藤野かほる、矢沢ゆめる

Kleissis（クレイシス）
- 田中有紀、富田美憂、山田麻莉奈、高橋麻里、山根綺、元吉有希子、金子有希

クレシェンドブルー
- 田所あずさ、平山笑美、雨宮天、小笠原早紀、麻倉もも
- ゲーム『アイドルマスター ミリオンライブ!』

クローバー
- 井ノ上奈々、斎藤桃子、庄子裕衣、宮崎羽衣
- アニメ『IZUMO -猛き剣の閃記-』

CW/3（クロワッサン）
- 阿澄佳奈、井口裕香、徳永愛
- ゲーム『クロスワールド』
- CD発売直前にユニット名が決まったため、クレジットはキャラの連名名義。

外道乙女隊（げどうおとめたい）
- 榎本温子、音宮つばさ、門脇舞、近藤佳奈子、廣田詩夢
- アニメ『それゆけ! 外道乙女隊』
- アニメとは無関係に以前から存在したユニットを改編。改編前のメンバーは音宮つばさ、大沢千秋、門脇舞。但し、榎本温子も結成時からのメンバーだったと（改編時に）発表された。

Gamers Guardian Fairies（ゲーマーズ ガーディアン フェアリーズ）
- 阿澄佳奈、井口裕香、亀岡真美、近藤佳奈子、中山恵里奈
- 同名の漫画作品等
- 略称はG.G.F（ジー ジー エフ）。2006年3月に解散。
- 解散以前に卒業したメンバーは角亜衣子、後藤沙緒里、杉本紗貴子、竹中愛子、ナカニシマミ、廣田詩夢、門田幸子。

airyth（エアリース）
- 井口裕香、後藤沙緒里
- Gamers Guardian Fairies内ユニット

ゲスかわ☆ガールズ（ゲスカワガールズ）
- 内山夕実、大久保瑠美、大橋彩香、東山奈央、Lynn
- アニメ『さばげぶっ!』

こいこい7（こいこいセブン）
- 伊藤亜矢子、稲村優奈、川瀬晶子、儀武ゆう子、後藤沙緒里、こやまきみこ
- アニメ『こいこい7』

極上生徒会執行部（ごくじょうせいとかいしっこうぶ）
- 沢城みゆき、清水香里、田村ゆかり、生天目仁美、野田順子
- アニメ『極上生徒会』

極上生徒会遊撃部+車両部（ごくじょうせいとかいゆうげきぶ プラス しゃりょうぶ）
- 川上とも子、川澄綾子、斎藤千和、松岡由貴
- アニメ『極上生徒会』
- アニメ『じょしらく』

ここたま9（ここたまナイン）
- 潘めぐみ、豊崎愛生、かかずゆみ、愛河里花子、柚木涼香、村瀬迪与、藤村歩、白鳥由里、折笠富美子
- テレビアニメ『かみさまみならい ヒミツのここたま』

ここたま9+ライチ（ここたまナイン プラス ライチ）
- 潘めぐみ、豊崎愛生、かかずゆみ、愛河里花子、柚木涼香、村瀬迪与、藤村歩、白鳥由里、折笠富美子、七瀬彩夏
- テレビアニメ『かみさまみならい ヒミツのここたま』
- ここたま9の9人にライチ（七瀬）が加わっている。

ここたまファイブ
- 潘めぐみ、かかずゆみ、愛河里花子、柚木涼香、村瀬迪与
- テレビアニメ『かみさまみならい ヒミツのここたま』

CoCo☆HONEYMOON（ココ ハニムーン）
- 榎本温子、山本麻里安
- CD『HONEY』

Gothic×Luck（ゴシックラック）
- 八木ましろ、菅まどか
- アニメ『けものフレンズ2』

ゴスロリ少女探偵団（ゴスロリしょうじょたんていだん）
- 片岡あづさ、小林ゆう、福井裕佳梨
- アニメ『Saint October』

GODDESS FAMILY CLUB（ゴッデス ファミリー クラブ）
- 井上喜久子、冬馬由美、久川綾
- OVA『ああっ女神さまっ』

GODDESS FANTASTIC CLUB（ゴッデス ファンタスティック クラブ）
- 岡村明美、冬馬由美、久川綾
- アニメ『ああっ女神さまっ 小っちゃいって事は便利だねっ』

コーロまちかど
- 小原好美、鬼頭明里、高橋ミナミ、高柳知葉
- テレビアニメ『まちカドまぞく』

#### さ行
ザ・かぷっちゅ
- 水樹奈々、福圓美里、こやまきみこ、釘宮理恵、千葉紗子
- テレビアニメ『ロザリオとバンパイア』シリーズ

The GallForce（ザ ガルフォース）
- 川村万梨阿、神田和佳、鶴ひろみ、富沢美智恵、原えりこ、本多知恵子、松井菜桜子、水谷優子、山本百合子、渡辺菜生子
- OVA『ガルフォース 地球章3』

さくひま * ひまさく
- 加藤英美里、三森すずこ
- テレビアニメ『ゆるゆり』／『ゆるゆり♪♪』

櫻井姉妹（さくらいしまい）
- 生天目仁美、柚木涼香
- Webアニメ『Candy☆Boy』
- テレビアニメ『けいおん!』

SAKURA*TRICK（サクラ　トリック）
- 相坂優歌、五十嵐裕美、井口裕香、戸田めぐみ、戸松遥、渕上舞
- テレビアニメ『桜Trick』

ザ・チルドレン
- 白石涼子、戸松遥、平野綾
- アニメ『絶対可憐チルドレン』

S-nery（サ ナリー）
- 桂川千絵、桑島法子、前田このみ、（豊嶋真千子、前田千亜紀）
- ラジオ番組『マダラプロジェクトアワー』シリーズ

Sunny Passion（サニーパッション）
- 結木ゆな、吉武千颯
- テレビアニメ『ラブライブ!スーパースター!!』

The Butter Peanuts（ザ バター ピーナッツ）
- 玉川紗己子、松井菜桜子
- CDドラマ・ラジオドラマ『コンパイラ』

The Ripple（ザ リップル）
- 川村万梨阿、本多知恵子、松井菜桜子
- OVA・CDドラマ『サイレントメビウス外伝幕末闇婦始末記』、ラジオ番組『幕末ナイト』

THE ROLLING GIRLS（ザ ローリング ガールズ）
- 小澤亜李、日高里菜、種田梨沙、花守ゆみり
- テレビアニメ『ローリング☆ガールズ』

SUN & LUNAR（サン アンド ルナ）
- 野川さくら、桃井はるこ
- アニメ『瀬戸の花嫁』、webラジオ『瀬戸の花嫁 嫁入りラジオ』

3姉妹（さんしまい）
- 大谷育江、かないみか、川田妙子
- テレビアニメ『うちの3姉妹』シリーズ

讃州中学勇者部（さんしゅうちゅうがくゆうしゃぶ）
- 内山夕実、黒沢ともよ、照井春佳、長妻樹里、花澤香菜、三森すずこ
- テレビアニメ『結城友奈は勇者である』シリーズ
- 花澤は第2期後半『結城友奈は勇者である - 勇者の章 -』より参加。楽曲は、作中の展開に合わせ、全員バージョンと一部メンバー不参加のバージョンが存在する。

sandy（サンディ）
- 稲村優奈、中島沙樹
- ラジオ番組『アミューズステーション』

サンドリオン
- 小山百代、黒木ほの香、小峯愛未、汐入あすか
- スターダストプロモーション声優部によるユニット。

しあわせクロワッサン
- 井上喜久子、山本麻里安
- ラジオ番組『ヘキサムーン・ガーディアンズ 喜久子・麻里安の〜お月様にお願い!〜』
- 略称は「しあわせサン」。

シークフェルト音楽学院（しーくふぇるとおんがくがくいん）
- 尾崎由香、工藤晴香、竹内夢、遠野ひかる、野本ほたる
- スマートフォンゲーム『少女☆歌劇 レヴュースタァライト -Re LIVE-』

CHEFFLE（シェフル）
- 中村繪里子、仁後真耶子、長谷川明子
- ラジオ『ラジオdeアイマSTAR☆』

G-onライダース（ジ オン ライダース）
- 倉田雅世、島涼香、南央美
- テレビアニメ『G-onらいだーす』

Sister×sisterS（シスター シスターズ）
- 落合祐里香、坂本梓馬、新谷良子、高本めぐみ、山本麻里安
- テレビアニメ『ラブゲッCHU 〜ミラクル声優白書〜』

SISTER PRINCESS（シスタープリンセス）
Sister Princess
- かかずゆみ、川澄綾子、神崎ちろ、桑谷夏子、小林由美子、千葉千恵巳、半場友恵、堀江由衣、水樹奈々、望月久代、柚木涼香、横手久美子
- ゲーム『シスター・プリンセス』シリーズ（SISTER PRINCESS）
- アニメ『シスター・プリンセス』シリーズ（Sister Princess）

シスタープリンセス +1（シスタープリンセス プラスいち）
- かかずゆみ、川澄綾子、神崎ちろ、桑谷夏子、小林由美子、千葉千恵巳、半場友恵、氷上恭子、堀江由衣、水樹奈々、望月久代、柚木涼香、横手久美子
- アニメ『シスター♥プリンセス』シリーズ

しちみ
- 伊藤静、生天目仁美、山崎みちる
- メンバーが同事務所（賢プロダクション）所属の声優による。
- 名前はメンバー名から、1文字ずつ（「しずか」「みちる」「ひとみ」）取って付けられた。

シトロン
- 内田真礼、東山奈央、日高里菜
- アニメ『神のみぞ知るセカイ』

Chiffons （シフォン）
- 小島幸子、氷上恭子、増田ゆき
- ラジオ番組『ぱぁれしふぉん』

シャイニーカラーズ
- 礒部花凜、岡咲美保、小澤麗那、川口莉奈、希水しお、北原沙弥香、黒木ほの香、河野ひより、近藤玲奈、紫月杏朱彩、芝崎典子、白石晴香、関根瞳、菅沼千紗、涼本あきほ、田嶌紗蘭、田中有紀、土屋李央、永井真里子、前川涼子、丸岡和佳奈、三川華月、峯田茉優、八巻アンナ、山根綺、結名美月、幸村恵理、和久井優
- ゲーム『アイドルマスター シャイニーカラーズ』
- 出演声優全員の総称として「シャイニーカラーズ」が用いられる。
- ユニット制採用し以下のユニットで分けられる。

イルミネーションスターズ（illumination STARS）
- 関根瞳、近藤玲奈、峯田茉優

アンティーカ（L'Antica）
- 礒部花凜、菅沼千紗、八巻アンナ、希水しお、結名美月

放課後クライマックスガールズ
- 河野ひより、白石晴香、永井真里子、丸岡和佳奈、涼本あきほ

アルストロメリア（ALSTROEMERIA）
- 黒木ほの香、前川涼子、芝崎典子

ストレイライト（Straylight）
- 田中有紀、幸村恵理、北原沙弥香

ノクチル（noctchill）
- 和久井優、土屋李央、田嶌紗蘭、岡咲美保

シーズ（SHHis）
- 紫月杏朱彩、山根綺

コメティック（CoMETIK）
- 川口莉奈、三川華月、小澤麗那

シャイニー・シスターズ
- まきいづみ、桐谷華、歩河みぃな、月野きいろ、ひな葉月、北見六花、春乃いろは
- ゲーム『シャイニー・シスターズ 〜女装主人公アイドルプロジェクト〜』

シャミモモ（shami momo）
- 小原好美、鬼頭明里
- アニメ『まちカドまぞく』

10年黒組（じゅうねんくろぐみ）
- 浅倉杏美、荒川美穂、安済知佳、内田愛美、内村史子、大坪由佳、金元寿子、諏訪彩花、南條愛乃、沼倉愛美、三澤紗千香、山田悠希、佳村はるか
- テレビアニメ『悪魔のリドル』

守護天使・高校生トリオ（しゅごてんし・こうこうせいトリオ）
- 川澄綾子、氷上恭子、ゆかな
- テレビアニメ『おとぎストーリー 天使のしっぽ』

守護天使・小学生チーム（しゅごてんし・しょうがくせいチーム）
- 大沢千秋、小林晃子、清水芽衣、千葉紗子、長谷川静香、平野綾
- テレビアニメ『おとぎストーリー 天使のしっぽ』

守護天使・中学生トリオ（しゅごてんし・ちゅうがくせいトリオ）
- 田中理恵、仁後真耶子、野川さくら
- テレビアニメ『おとぎストーリー 天使のしっぽ』

SPR5（シュプリーム・ファイブ）
- 社本悠、岩井映美里、直田姫奈、大西亜玖璃、園山ひかり
- ゲーム『消滅都市2』

情報処理部（じょうほうしょりぶ）
- 大久保瑠美、津田美波、種田梨沙
- テレビアニメ『ゆゆ式』

新堂愛と陪審員ダンサーズ（しんどうあいとばいしんいんだんさーず）
- 山岡ゆり、種田梨沙、茅原実里、豊田萌絵
- Webアニメ『迷いながらも君を裁く民』

慧心学園初等部女子ミニバスケットボール部5年生チーム（けいしんがくえんしょとうぶじょしミニバスケットボールぶごねんせいチーム）
- 久野美咲、洲崎綾、瀬戸麻沙美、種田梨沙、津田美波
- テレビアニメ『ロウきゅーぶ!SS』

スーチーガールズ
- かないみか、こおろぎさとみ、高橋美紀、西原久美子
- ゲーム『アイドル雀士スーチーパイ』シリーズ

スーチー合唱隊（スーチーがっしょうたい）
- かないみか、高橋美紀、西原久美子、松本梨香、水谷優子、吉田古奈美
- ゲーム『アイドル雀士スーチーパイII』

Sweety（スウィーティー）
- 高木友梨香、長谷川唯、竹之内彩
- ホーリーピーク所属の女性ユニット。
- テレビアニメ『戦国コレクション』

sweet ARMS（スウィート アームズ）
- 野水伊織、富樫美鈴、佐土原かおり、味里
- 角川傘下のプロダクション・エースによるユニット。
- テレビアニメ『うぽって!!』、『デート・ア・ライブ』
- テレビアニメ『世界でいちばん強くなりたい!』

sky（スカイ）
- 桑谷夏子、松来未祐
- ゲーム『True Love Story -Summer Days, and yet...』

洲崎西（すざきにし）
- 洲崎綾、西明日香
- ラジオ『洲崎西』

STARTails☆
- 伊藤彩沙、近藤玲奈、長縄まりあ、嶺内ともみ
- テレビアニメ『スロウスタート』

Study（スタディー）
- 1期 白石晴香、富田美憂、鈴代紗弓、2期追加メンバー Lynn、朝日奈丸佳
- テレビアニメ『ぼくたちは勉強ができない』

StylipS（スタイリップス）
- 能登有沙、松永真穂、豊田萌絵、伊藤美来
- スタイルキューブによる声優ユニット。1stベストアルバムまでは石原夏織と小倉唯が参加。2人の脱退後に豊田と伊藤が加入。

STEEL ANGELS（スティール エンジェルス）
- 榎本温子、倉田雅世、田中理恵
- テレビアニメ『鋼鉄天使くるみ』シリーズ

ストライク少女隊（ストライクしょうじょたい）
- 池澤春菜、大本眞基子、白鳥由里
- テレビアニメ『逮捕しちゃうぞ』

スフィア（sphere）
- 寿美菜子、高垣彩陽、戸松遥、豊崎愛生
- メンバーが同事務所（ミュージックレイン）所属でかつ同期（第1回ミュージックレイン声優オーディション合格者、2006年声優デビュー）の声優による。
- 公式サイト Pl@net sphere
- 公式ポータルスクエア sphere portal square(スフィアポータルスクエア)

Splash Stars（スプラッシュ スターズ）
- 榎本温子、樹元オリエ
- テレビアニメ『ふたりはプリキュア Splash Star』

スマイルキッチン
- 川上まほえ、神崎ちろ、姫乃麻衣、若菜よう子
- ラジオ番組『電脳戦隊ヴギィ'ズ★エンジェルV』
- 1999年10月より神崎ちろと姫乃麻衣が加入、2001年春に川上まほえが脱退。

SMILE PRINCESS（スマイル プリンセス）
- 青山吉能、北守さいか、相良茉優、汐入あすか、辻森梓咲、本郷里実、森山由梨佳
- テレビアニメ『プラオレ!〜PRIDE OF ORANGE〜』
- 『プラオレ!』の出演者7名で結成されたが、主演の増田里紅が2023年3月31日に声優活動を休止したことに伴い脱退。同年7月に辻森が加入する直前には『ライアー・ライアー』のエンディングへ起用され、結成動機となった『プラオレ!』からはスピンアウトした扱いになっている。

Smewthie(スミュウジー)
- 天麻ゆうき、日向未来、十二稜子、戸田梨杏、石井萌々果
- テレビアニメ『東京ミュウミュウ にゅ〜♡』

Three∞Loop(スリーループ)
- 久住琳、日岡なつみ、嶺内ともみ
- テレビアニメ『スローループ』

清華女子高等学校3年B組第5班 （せいかじょしこうとうがっこう さんねんビーぐみ だいごはん）
3年B組5人組（さんねんビーぐみ ごにんぐみ）
- 金丸日向子、嶋方淳子、鶴ひろみ、冬馬由美、久川綾
- ドラマCD『卒業 〜Graduation〜』

声優Vステグランプリガール（せいゆう ブイ ステグランプリガール）
- 内田彩、大亀あすか、巽悠衣子

瀬戸花えんじぇるず（せとはなえんじぇるず）
- 喜多村英梨、野川さくら、桃井はるこ、森永理科
- OVA『瀬戸の花嫁OVA・義』

Seleas（セレアス）
- 石上静香、上坂すみれ、大坪由佳、黒沢ともよ、佐藤利奈、福原香織
- ドラマCD、アニメ『ツキウタ。』

SPガールズ（センチメンタル プレリュード ガールズ）
- 浅井清己、浅野るり、今井麻美、木川絵理子、小暮英麻、白石涼子、高森奈緒、氷上恭子、堀江由衣、増田ゆき、松来未祐、松崎史子
- ゲーム『センチメンタルプレリュード』

Saint Snow（セイントスノー）
- 田野アサミ、佐藤日向
- テレビアニメ ラブライブ!サンシャイン!!

sorachoco（ソラチョコ）
- 稲村優奈、花村怜美
- 外部リンク sorachoco official web site 空とちょこと泉

そらの少女TAI♪（そらのしょうじょタイ）
- 大亀あすか、野水伊織、福原香織、美名
- テレビアニメ『そらのおとしものf』

#### た行
DIALOGUE+（ダイアローグ）
- 内山悠里菜、稗田寧々、守屋亨香、緒方佑奈、鷹村彩花、宮原颯希、飯塚麻結、村上まなつ

帯子（たいず）
- 佐久間レイ、林原めぐみ、日髙のり子
- テレビアニメ『らんま1/2』
- 同アニメのオープニングを担当したribbonのもじり。

タビカレガールズ
- 渡部優衣、山口立花子、楠田亜衣奈、西森梨花、鷲見真美

AA（ダブル エー）
- 川澄綾子、清水愛
- テレビアニメ『この醜くも美しい世界』

TAMAGO（タマゴ）
- 門脇舞、福圓美里
- ラジオ番組『RADIOアニメロミックス』
- 外部リンク TAMAGO

チーム “ハナヤマタ”
- 上田麗奈、大坪由佳、奥野香耶、田中美海、沼倉愛美
- テレビアニメ『ハナヤマタ』

ちぇりっしゅ・もんきい
- 菊池志穂、丹下桜
- ラジオ番組・CDドラマ・OVA『電脳戦隊ヴギィ'ズ★エンジェル』

che★lip（チェ リップ）
- 新谷良子、野川さくら
- ライブ『アニぱら音楽館 EXTREME LIVE 2005』

地下すぎプリンセス（ちかすぎプリンセス）
- 渡部優衣、明坂聡美、渕上舞、山村響、久保ユリカ
- アニメ『地下すぎアイドル あかえちゃん』

ちかりんず
- こやまきみこ、能登麻美子、桃井はるこ
- テレビアニメ『藍より青し 〜縁〜』

チマメ隊
- 水瀬いのり、徳井青空、村川梨衣
- テレビアニメ『ご注文はうさぎですか?』

千マメ隊
- 佐藤聡美、徳井青空、村川梨衣
- テレビアニメ『ご注文はうさぎですか?』

超ラジ!Girls（ちょうラジ ガールズ）
- 明坂聡美、井口裕香、伊藤かな恵、三瓶由布子、下田麻美
- ラジオ『Voice of A&G Digital 超ラジ!Girls』

ツヴァイウィング
- 高山みなみ、水樹奈々
- テレビアニメ『戦姫絶唱シンフォギア』

塚本姉妹（つかもとしまい）
- 小清水亜美、能登麻美子
- テレビアニメ『スクールランブル二学期』

つん▽へご
- 新田恵海、大橋彩香
- テレビ番組『アニソンCLUB!-i』

tiaraway（ティアラウェイ）
- 千葉紗子、南里侑香
- 2005年3月6日限りで解散。

teaRLove（ティアラブ）
- 赤尾ひかる、桶谷菜穂、小野寺瑠奈、河野ひより、桜木夕、関根瞳、高橋菜々美、広瀬世華、福積沙耶、丸岡和佳奈

D.U.P.（ディー ユー ピー）
- 真田アサミ、沢城みゆき、氷上恭子
- テレビアニメ『デ・ジ・キャラット』シリーズ

帝劇三人娘（ていげき さんにんむすめ）
- 岡村明美、氷上恭子、増田ゆき
- ゲーム・アニメ『サクラ大戦2 〜君、死にたもうことなかれ〜』

帝国歌劇団（ていこくかげきだん）
- 伊倉一恵、岡本麻弥、高乃麗、田中真弓、富沢美智恵、西原久美子、渕崎ゆり子、横山智佐
- ゲーム・アニメ『サクラ大戦シリーズ』
- 伊倉と岡本は『サクラ大戦2 〜君、死にたもうことなかれ〜』から加入。
- 富沢は『サクラ大戦4 〜恋せよ乙女〜』までで脱退。

テイマーズ
- 折笠富美子、津村まこと、山口眞弓
- テレビアニメ『デジモンテイマーズ』

DEKABANCHO（でかばんちょ）
- 喜多村英梨、森永理科
- OVA『瀬戸の花嫁OVA・仁』

てさプルん♪
- 西明日香、明坂聡美、荻野可鈴、大橋彩香、上田麗奈、三上枝織、大久保瑠美、小松未可子、高森奈津美、上坂すみれ
- テレビアニメ『てさぐれ!部活もの すぴんおふ プルプルんシャルムと遊ぼう』

Teddy milk（テディ ミルク）
- 清水愛、新谷良子
- ゲーム『W〜ウィッシュ〜』
- ラジオ番組『超・ULTRAスーパーマニア レディオウィッシュ団』

てっぺんっオールスターズ
- 阪本やよい（伊藤彩沙）、高橋よもぎ（愛美）、細野ゆず（佐々木未来）、清鶴かな（相良茉優）、天野ちとせ（相羽あいな）、秋鹿いろは（黒木ほの香）、藪北さえか（北守さいか）、城ケ崎ひかり（若井友希）、白壁まこ（小原莉子）、小松崎みゆ（櫻川めぐ）、牛久みさお（豊田萌絵）、笠間ひな（葉月ひまり）、六香亭ゆいな（小島菜々恵）、石屋もね（鈴木愛奈）、北斗ちほり（小山百代）

天下取り隊（てんかとりたい）
- 明坂聡美、伊瀬茉莉也、國立幸、持月玲依
- テレビアニメ『戦国乙女〜桃色パラドックス〜』

伝説の魔法騎士（でんせつのマジックナイト）
- 笠原弘子、椎名へきる、吉田古奈美
- テレビアニメ『魔法騎士レイアース』

電脳少女歌劇団（でんのうしょうじょかげきだん）
- 天野由梨、永堀美穂、林原めぐみ、松井菜桜子、水谷優子
- CD『サイレントメビウスVS聖獣伝承ダークエンジェルVSコンパイラ 電脳少女歌劇団』

天女隊（てんにょたい）
- 大久保瑠美、大坪由佳、三上枝織、三森すずこ
- テレビアニメ『モモキュンソード』

桃園ノ三姉妹（とうえんのさんしまい）
- 黒河奈美、後藤麻衣、西沢広香
- テレビアニメ『真・恋姫†無双』

東京ミュウミュウ（とうきょうミュウミュウ）
- かかずゆみ、佐久間紅美、中島沙樹、野田順子、望月久代
- テレビアニメ『東京ミュウミュウ』

Tokyo Policewoman Duo（トーキョー ポリスウーマン デュオ）
- 玉川紗己子、平松晶子
- テレビアニメ『逮捕しちゃうぞ』

どうぶつビスケッツ×PPP（どうぶつビスケッツかけるペパプ）
- 小野早稀、尾崎由香、本宮佳奈、相羽あいな、築田行子、佐々木未来、根本流風、田村響華
- テレビアニメ『けものフレンズ』

DoCo（ドコ）
- 井上喜久子、佐久間レイ、高山みなみ、林原めぐみ、日髙のり子
- テレビアニメ『らんま1/2』
- 同アニメのオープニング・エンディングを担当したCoCoのもじり。

TrySail（トライセイル）
- 麻倉もも、雨宮天、夏川椎菜
- メンバーが同事務所（ミュージックレイン）所属でかつ同期（第2回ミュージックレイン声優オーディション合格者、2012年声優デビュー）の声優による。
- 公式サイト

Trident（トライデント）
- 渕上舞、沼倉愛美、山村響
- テレビアニメ『蒼き鋼のアルペジオ -アルス・ノヴァ-』

とりおまてぃっく
- 菊池由美、真田アサミ、水野愛日
- テレビアニメ『まほろまてぃっく』

Drink（ドリンク）
- 林原めぐみ、水谷優子
- CDドラマ・ラジオドラマ『コンパイラ』
- ユニット名は「Wink」のもじり。

ドリカンクラブ
- 浅川悠、與座彩乃、小野まゆみ、梶原亜由美、河内智子、木瀬明子、たなか久美、田村ゆかり、中原新、中村祐三子、生天目仁美、堀江由衣、湯沢愛未、吉住梢、吉田智美
- ラジオ番組『SOMETHING DREAMS マルチメディアカウントダウン』

TORICO（トリコ）
- 今井麻美、落合祐里香、中村繪里子
- ラジオ『ラジオdeアイマSHOW!』（第1期）

DROPS（ドロップ）
- 金田朋子、神田朱未、國府田マリ子、白石涼子、野中藍
- 公式サイト DROPS

トロピカる部（トロピカるぶ）
- ファイルーズあい、花守ゆみり、石川由依、瀬戸麻沙美、日高里菜
- テレビアニメ『トロピカル〜ジュ!プリキュア』

#### な行
ナイトセイバーズ
- 大森絹子、榊原良子、富沢美智恵、平松晶子
- OAV『バブルガムクライシス』

中☆吉（なかよし）
- 中村繪里子、吉田仁美

NACHERRY（なちぇり）
- 田中ちえ美、村上奈津実

ナナカナ
- 井ノ上奈々、酒井香奈子

nana×nana（なな なな）
- 秋田まどか、浅木舞、中原麻衣、名塚佳織、福井裕佳梨、水樹奈々、桃森すもも
- テレビアニメ『七人のナナ』

22/7（ナナブンノニジュウニ）
- 相川奈央、麻丘真央、天城サリー、雨夜音、河瀬詩、清井美那、西條和、椎名桜月、白沢かなえ、涼花萌、月城咲舞、宮瀬玲奈、四条月、望月りの（以上、2023年4月現在）
- 秋元康プロデュースの「デジタル声優アイドル」として、キャラクターおよび実在アイドルの2軸で展開。

七森中☆ごらく部（ななもりちゅう ごらくぶ）
- 大久保瑠美、大坪由佳、津田美波、三上枝織
- テレビアニメ『ゆるゆり』シリーズ
- 基本的に作品外での活動であっても「ごらく部」と略されて呼称されることが多い。

七森中☆生徒会（ななもりちゅう せいとかい）
- 加藤英美里、豊崎愛生、藤田咲、三森すずこ
- テレビアニメ『ゆるゆり』シリーズ
- DVD・Blu-ray特典のCDや作品関連イベント中心の活動。楽曲の名義以外では基本的に「生徒会チーム」と呼称され、ユニット名は用いない。

生天目仁美と伊藤静（なばためひとみ と いとうしずか）
- 伊藤静、生天目仁美
- インターネットラジオ番組『開運☆野望神社』シリーズ
- 「生天目仁美と伊藤静」でユニット名。単なる個人名の連名ではない。別名（愛称）「ひとしずく」

765PRO ALLSTARS（ナムコプロ オールスターズ）
- 浅倉杏美、今井麻美、釘宮理恵、下田麻美、たかはし智秋、中村繪里子、仁後真耶子、沼倉愛美、長谷川明子、原由実、平田宏美、若林直美
- ゲーム・アニメ『THE IDOLM@STER』シリーズ
- 滝田樹里が加わる場合もある。
- この名称が使われるようになったのは『THE IDOLM@STER 2』の主題歌シングル「The world is all one !!」以降。アイドル全員集合ユニットの名義は過去に以下の名義が使われており、現在の名義は3つめである。

アイドルマスターズ
- 「太鼓の達人 とびっきり！アニメスペシャル」への楽曲提供時に使われていた名義。浅倉杏美に代わり初代の萩原雪歩役である長谷優里奈が加入し、アーケード版に出演していない長谷川明子・原由実・沼倉愛美は不参加。

IM@S ALLSTARS（アイマス オールスターズ）
- Xbox 360版発表と星井美希の登場以降、『THE IDOLM@STER 2』関連作品の発売まで使われた名義。
- 上記「アイドルマスターズ」に長谷川明子が参加する構成が基本。追加メンバーの参加時には適宜名義を変更している。

IM@S ALLSTARS+（アイマス オールスターズ プラス）
滝田樹里がIM@S ALLSTARSに加わる時の名義。
IM@S ALLSTARS++（アイマス オールスターズ プラス プラス）
滝田樹里・原由実・沼倉愛美の参加時の名義。『SP』で四条貴音・我那覇響の登場から使用されるようになった名義。
IM@S ALLSTARS1641（アイマス オールスターズ いちろくよんいち）
IM@S ALLSTARSに滝田樹里・原由実・沼倉愛美・戸松遥・三瓶由布子・花澤香菜の加わる最大構成。『DS』発表以降登場した名義。「1641」とはゲームに登場する芸能事務所である765プロの「765」と876プロの「876」の和である。
IM@S 765PRO ALLSTARS（アイマス ナムコプロ オールスターズ）
CD「MASTER ARTIST 2 Prologue」にて1度だけ用いられた名義。メンバー構成は765PRO ALLSTARSと同じ。
765PRO+876PRO ALLSTARS（ナムコプロ プラス バンナムプロ オールスターズ）
テレビアニメの第10話のエンディングテーマで行われた特殊編成で、「765PRO ALLSTARS」としては初めての名義変更。「IM@S ALLSTARS1641」同様、『THE IDOLM@STER Dearly Stars』に登場した876プロのアイドル役を演じた声優である戸松遥・花澤香菜・三瓶由布子が加わる。
765THEATER ALLSTARS（ナムコシアター オールスターズ）
- 麻倉もも、雨宮天、阿部里果、伊藤美来、稲川英里、上田麗奈、大関英里、小笠原早紀、角元明日香、郁原ゆう、木戸衣吹、桐谷蝶々、小岩井ことり、駒形友梨、近藤唯、斉藤佑圭、末柄里恵、諏訪彩花、高橋未奈美、田所あずさ、種田梨沙、田村奈央、愛美、戸田めぐみ、浜崎奈々、平山笑美、藤井ゆきよ、中村温姫、夏川椎菜、原嶋あかり、Machico、野村香菜子、村川梨衣、山口立花子、山崎はるか、渡部恵子、渡部優衣
- ソーシャルゲーム『アイドルマスター ミリオンライブ!』で初登場した765プロ所属のアイドル37人を担当する声優達のユニット名。同ゲームのテーマソングシングルCD「THE IDOLM@STER LIVE THE@TER PERFORMANCE 01 Thank You!」にて初公開。

765 MILLIONSTARS（ナムコ ミリオンスターズ）
- 765PRO ALLSTARSの13人と765THEATER ALLSTARSの37人の765プロ所属の合計50人のキャラ(声優では49人)のユニット。ソーシャルゲーム『アイドルマスター ミリオンライブ!』のテーマソングシングルCD「THE IDOLM@STER LIVE THE@TER PERFORMANCE 01 Thank You!」にて初公開。しかし「ミリオンスターズ」の表記で765PRO ALLSTARSを含まないTHEATER ALLSTARSの37人を指す場合もあったためか、「THE IDOLM@STER LIVE THE@TER DREAMERS 01 Dreaming!」では編成に変更は無いが「MILLION ALLSTARS」（ミリオン オールスターズ）という名義に改められている。

なりヒロ三姉妹（なりヒロさんしまい）
- 田村睦心、巽悠衣子、内田真礼
- テレビアニメ『なりヒロwww』

≒JOY（ニアイコールジョイ）
- 逢田珠里依、天野香乃愛、市原愛弓、江角怜音、大信田美月、大西葵、髙橋舞、福山萌叶、藤沢莉子、村山結香、山田杏佳、山野愛月
- =LOVEおよび≠MEと同じく代々木アニメーション学院による企画。プロデュースはアイドルの指原莉乃。

にごどる!
- 篠崎愛、杉村ちか子、鈴木千菜実、寺島あかり、新妻華奈、葉月真衣、舞川さくら、村田綾野、結月春菜
- ストーリーミングサービス「SHOWROOM」声優アイドルユニット「にごどる！」

虹ヶ咲学園スクールアイドル同好会
- 大西亜玖璃、内田秀、鬼頭明里、楠木ともり（2023年3月31日脱退）、久保田未夢、小泉萌香、相良茉優、指出毬亜、田中ちえ美、林鼓子（2023年4月1日加入）、法元明菜、前田佳織里、村上奈津実、矢野妃菜喜
- スマートフォンアプリ『ラブライブ! スクールアイドルフェスティバル』『ラブライブ! スクールアイドルフェスティバル ALL STARS』、アニメ『ラブライブ!虹ヶ咲学園スクールアイドル同好会』
- 初期メンバーは、内田、小泉、法元、矢野以外の9人。2020年8月に小泉が加入。2020年10年放送のアニメ1期・3rdライブでは小泉不参加で、主人公高咲侑役の矢野が参加（ライブでの一部演出を除き歌唱等は不参加）。2021年8月に内田、法元が加入。2022年4月放送のアニメ2期で13人が揃う。

A・ZU・NA（アズナ）
- 大西亜玖璃、楠木ともり（2023年3月31日脱退）、前田佳織里、林鼓子（2023年4月1日加入）

QU4RTZ（クオーツ）
- 鬼頭明里、相良茉優、指出毬亜、田中ちえ美

DiverDiva（ダイバーディーバ）
- 久保田未夢、村上奈津実

R3BIRTH（リバース）
- 内田秀、小泉萌香、法元明菜

逃げ切りシスターズ（にげきりしすたーず）
- 大和田仁美、高野麻里佳、長谷川育美、嶺内ともみ、Lynn
- アニメ『うまよん』

紐育歌劇団 星組（ニューヨークかげきだん ほしぐみ）
- 小林沙苗、齋藤彩夏、園崎未恵、松谷彼哉、皆川純子
- ゲーム『サクラ大戦シリーズ』

ネクストストーム
- 甘束まお、安済知佳、大坪由佳、高野麻里佳

≠ME（ノットイコールミー）
- 尾木波菜、落合希来里、蟹沢萌子、河口夏音、川中子奈月心、櫻井もも、菅波美玲、鈴木瞳美、谷崎早耶、冨田菜々風、永田詩央里、本田珠由記
- =LOVEおよび≒JOYと同じく代々木アニメーション学院による企画。プロデュースはアイドルの指原莉乃。

ノーマッドwithエンジェル隊（ノーマッド ウィズ エンジェルたい）
- かないみか、沢城みゆき、新谷良子、田村ゆかり、山口眞弓
- アニメ『ギャラクシーエンジェル』

#### は行
BIRTH（バース）
- 平田宏美、浅倉杏美、戸田めぐみ、たかはし智秋、木戸衣吹
- ゲーム『アイドルマスター ミリオンライブ!』

ハート♡インベーダー
- 大森日雅、鈴木絵理、田澤茉純、長縄まりあ
- テレビアニメ『六畳間の侵略者!?』

灼熱少女（バーニングガール）
- 種田梨沙、稲川英里、上田麗奈、藤井ゆきよ、桐谷蝶々
- ゲーム『アイドルマスター ミリオンライブ！』

楽園少女隊（ハーレムメイツ）
- 安済知佳、大坪由佳、久保田未夢、高井舞香、田中美海、吉岡麻耶
- オンラインゲーム『東京ハーレム』

背景コンビ（はいけいコンビ）
- 相沢舞、水原薫
- テレビアニメ『らき☆すた』

白皇学院生徒会三人娘（はくおうがくいん せいとかい さんにんむすめ）
- 浅野真澄、中尾衣里、矢作紗友里
- テレビアニメ『ハヤテのごとく!』

パステル
- 加藤奈々絵、こやまきみこ、今野宏美、清水愛、白石涼子、日永田麻衣、増山鈴乃音
- ラジオ番組『スタチャ情報発信番組 ホレぼれ。』
- 2016年、2004年解散から12年ぶりに再結成する。

Pastel*Palettes（パステル パレット）
- 上坂すみれ、小澤亜李、秦佐和子、中上育実、前島亜美

スマートフォンゲーム『バンドリ! ガールズバンドパーティ!』
- 作中では“ガールズバンド”だが、声優ユニットとしては、基本的にボーカル丸山彩役の前島がメインボーカル、他メンバーがバックコーラス。

蓮ノ空女学院スクールアイドルクラブ
- 楡井希実、野中ここな、花宮初奈（2025年6月8日卒業）、佐々木琴子（2025年6月8日卒業）、菅叶和、月音こな（2025年6月8日卒業）、櫻井陽菜、葉山風花、来栖りん、三宅美羽、進藤あまね
- メディアミックスプロジェクト「ラブライブ!蓮ノ空女学院スクールアイドルクラブ」内のユニット（内部では“チーム”または”グループ“と称し、下記のチームメンバーを4組に分けたものを”ユニット“と呼称）
- 初期メンバーは櫻井、葉山、来栖、三宅、進藤以外の6人。2024年4月に櫻井、葉山、来栖の3人が加入。2025年4月に三宅と進藤の2人が加入。2025年6月に花宮、佐々木、月音の3人が卒業。

スリーズブーケ
- 楡井希実、花宮初奈（2025年6月8日卒業）、櫻井陽菜

DOLLCHESTRA（ドルケストラ）
- 野中ここな、佐々木琴子（2025年6月8日卒業）、葉山風花

みらくらぱーく!
- 菅叶和、月音こな（2025年6月8日卒業）、来栖りん

Edel Note（エーデル ノート）
- 三宅美羽、進藤あまね

ハッカドール
- 高木美佑、奥野香耶、山下七海
- テレビアニメ『ハッカドール THE あにめ〜しょん』

花右京メイド隊（はなうきょうメイドたい）
- 有島モユ、金田朋子、田中理恵、平松晶子
- テレビアニメ『花右京メイド隊』

Honey Citrus（ハニー シトラス）
- 下田麻美、仁後真耶子、長谷川明子
- ラジオ『ラジオdeアイマCHU!!』

Puppy's（パピー ズ）
- 伊藤靖子、長谷川静香、又吉愛
- ラジオ番組『電撃G's Radio』でPritsの妹分として結成。

パピクロ
- 名塚佳織、長谷川静香
- ラジオ番組『こいぬのじかん』

ハピネスチャージプリキュア!
- 中島愛、潘めぐみ、北川里奈、戸松遥
- テレビアニメ『ハピネスチャージプリキュア!』

ぱぷりか
- 杉本みくる、東城咲耶子、市崎美樹、森田菜摘

ハミングバード
- 天野由梨、草地章江、椎名へきる、玉川紗己子、三石琴乃
- OVA『アイドル防衛隊ハミングバード』

天玉セット（てんたまセット）
- 天野由梨、玉川紗己子

Pretty2（プリティ プリティ）
- 椎名へきる、三石琴乃

パラシュートシスターズ
- 池澤春菜、白鳥由里
- ラジオ番組『古本新之輔のパラシュート遊激隊』

巴里歌劇団（パリかげきだん）
- 井上喜久子、小桜エツ子、島津冴子、鷹森淑乃、日髙のり子
- ゲーム『サクラ大戦シリーズ』

harmoe（ハルモエ）
- 岩田陽葵、小泉萌香

Pallet（パレット）
- 阿部玲子、近藤佳奈子、三好りえ、依田恵理子

ハロー、ハッピーワールド！
- 伊藤美来、黒沢ともよ、田所あずさ、豊田萌絵、吉田有里
- スマートフォンゲーム『BanG Dream！ ガールズバンドパーティ』
- 作中では“ガールズバンド”だが、声優ユニットとしては、基本的にボーカル弦巻こころ役の伊藤がメインボーカル、他メンバーがバックコーラス（一部楽曲に田所がメインボーカルで伊藤とのツインボーカルの楽曲がある）。

Peace Love（ピース ラブ）
- 黒瀬まお、森志乃、南咲良、西園あい、佐佐木まり、示乃愛梨、三神リオ、緒方リサ、いずみ綾、三水みさ、崇見まり、巽梨絵、栗栖愛、星野晴香、小街かのん、浅野遥香、佐矢麗、柏倉ゆな、田内友み、朝日美晴、にしまきあつこ、佳川未沙、卯月みか、咲坂美希、安田琴美、古賀友子、早乙女マイラ、西宮早紀、光葉潤、木咲京子、眼目珠洲、村上幸子、綾瀬ユウ、高遠真由子、鈴奈けい、櫻井殊、那須愛里、葉月ユウ、平島こはる、理香、岬あきら、瑞希桃香、鳳結那、月島未央、木乃瀬未奈美、星名恵里、上月あゆみ、悠綺あやの、溝口沙緒里、波間りん、長阪有希子
- 2011年に結成された総勢45人の女子声優ユニット。

ヒーラーガールズ（Healer Girls）
- 礒部花凜、熊田茜音、堀内まり菜、吉武千颯
- テレビ番組『Anison Days』 、YouTube企画『Anison Days × L』

Pyxis（ピクシス）
- 伊藤美来、豊田萌絵

BIZARRE JERRY 5
- 日高里菜、稲村優奈、花村怜美、吉田仁美、中山恵里奈
- ゲーム『ノーモア★ヒーローズ2 デスパレート・ストラグル』

ビスコッティオールスターズ
- 阿澄佳奈、竹達彩奈、日笠陽子、堀江由衣
- テレビアニメ『DOG DAYS』

ぴたぴたエンジェル♪（ぴたぴたエンジェル）
ぴたぴたエンジェル♪A（ぴたぴたエンジェル エース）
- 新谷良子、田村ゆかり
- ラジオ番組『ぴたぴたエンジェル♪』／『ぴたぴたエンジェル♪A』
- 番組のタイトル変更に伴い、ユニット名も変更。

ひなたガールズ
- 浅川悠、倉田雅世、小林由美子、高木礼子、野田順子、堀江由衣、雪乃五月
- テレビアニメ『ラブひな』

ひまりんこ・L・しずくえす（ひまりんこ・エル・しずくえす）
- 大亀あすか、小清水亜美、真堂圭、野水伊織、松岡由貴
- テレビアニメ『おまもりひまり』

B・Bガ〜ルズ（ビリ・ビリ ガールズ）
- 名塚佳織、橋本まい、水野理紗、桃井はるこ
- テレビアニメ『CODE-E』

Peach Hips（ピーチ ヒップス）
- 篠原恵美、富沢美智恵、久川綾、深見梨加、三石琴乃
- テレビアニメ『美少女戦士セーラームーン』

ピュアリーモンスター
- 石飛恵里花、仮屋美希、桐生朱音、今野優月、富沢恵莉、中島優衣、柳木みり、吉咲みゆ
- アミュレート、ホーリーピーク合同
- 船戸ゆり絵が卒業。

Pink Rainbow（ピンク レインボー）
- 鈴木真仁、横山智佐

びんびんGirls（びんびんガールズ）
- 藤田由美子、赤﨑千夏
- ラジオ『アンテナ+』

ファイン☆レイン（ファイン レイン）
- 小島めぐみ、後藤邑子
- テレビアニメ『ふしぎ星の☆ふたご姫』

ファイブスピリッツ
- 天瀬まゆ、石原絵理子、高橋裕子、能登麻美子、渡辺明乃
- テレビアニメ『北へ。〜Diamond Dust Drops〜』

ファンキーツインズ
- 篠原恵美、深見梨加
- 2人の誕生日が同じ8月8日であることに因んで、平成8年8月8日に開催された誕生日ライブのライブ名でありユニット名。ライブ会場限定で888枚のCDが販売された。

BooNo（ブーノ）
- 儀武ゆう子、二宮圭美

Fairy-AID（フェアリー エイド）
- 吉野瑞穂、大川里菜、汐野杏奈、薮島朱音、早川くるみ、豊洲りお

フェアリーズ
- 白河真由、榊原弘子、浅川悠、藤野かほる、吉田智美、宮嶋ひとみ、手塚ちはる、小野まゆみ、水橋かおり、千葉千恵巳
- Windows用ゲーム『ワルキューレの伝説 外伝 ローザの冒険』
- 高森奈津美、大橋歩夕、立野香菜子、牧野由依、藤田咲
- テレビアニメ『放課後のプレアデス』

±ふぃに（ぷら ふぃに）、THE SOU（ざっ そう）
- 三瓶由布子、小清水亜美

フラワーチルドレン
- 豊口めぐみ、横山智佐
- ラジオ番組『広井王子のマルチ天国』

フラワーフェアリルズ
- 花守ゆみり、日高里菜、内田彩、楠田亜衣奈
- テレビアニメ『リルリルフェアリル〜妖精のドア〜』

フランシュシュ
- 本渡楓、田野アサミ、種田梨沙、河瀬茉希、衣川里佳、田中美海
- テレビアニメ『ゾンビランドサガ』

ぷりきゅあ5（ぷりきゅあ ファイブ）
- 伊瀬茉莉也、三瓶由布子、竹内順子、永野愛、前田愛
- テレビアニメ『Yes!プリキュア5』シリーズ

ぷりきゅあ5plusくるみ（ぷりきゅあ ファイブ プラス くるみ）
- 伊瀬茉莉也、三瓶由布子、仙台エリ、竹内順子、永野愛、前田愛
- テレビアニメ『Yes!プリキュア5GoGo!』
- ぷりきゅあ5の5人に美々野くるみ/ミルキィローズ（仙台）が加わっている。

プリキュアオールスターズ21
- 本名陽子、ゆかな、田中理恵、樹元オリエ、榎本温子、三瓶由布子、竹内順子、伊瀬茉莉也、永野愛、前田愛、仙台エリ、沖佳苗、喜多村英梨、中川亜紀子、小松由佳、水樹奈々、水沢史絵、桑島法子、久川綾、小清水亜美、折笠富美子
- 劇場版『映画 プリキュアオールスターズDX3 未来にとどけ! 世界をつなぐ☆虹色の花』

Please（プリーズ）
- 豊口めぐみ、折笠富美子
- テレビアニメ『機動戦士ガンダムSEED DESTINY』

Prism（プリズム）
- 伊東久美子、米澤円

Prits（プリッツ）
- 桑谷夏子、小林由美子、水樹奈々、望月久代
- ラジオ番組『シスター・プリンセス お兄ちゃんといっしょ』

プリティーリズム☆オールスターズ
- 明坂聡美、阿澄佳奈、片岡あづさ、原紗友里、米澤円
- テレビアニメ『プリティーリズム・オーロラドリーム』

Plume（プリュム）
- 河原木志穂、水野愛日、遠藤綾

plume petite
- 河原木志穂、水野愛日

FURIL（フリル）
- 野上ゆかな、氷上恭子、宮村優子
- テレビアニメ『愛天使伝説ウェディングピーチ』

FURIL'（フリルズ）
- 今井由香、野上ゆかな、氷上恭子、宮村優子
- テレビアニメ『愛天使伝説ウェディングピーチ』
- 上記のユニットに「エンジェルサルビア」役の今井を加えたもの。

blue drops（ブルー ドロップス）
- 早見沙織、吉田仁美
- テレビアニメ『そらのおとしもの』

Fluna（フルーナ）
- 今井麻美、内山夕実、大久保瑠美、金元寿子、野中藍、MAKO
- ドラマCD、アニメ『ツキウタ。』

プロジェクト・シスターズ
- 伊藤美紀、篠原恵美、富沢美智恵
- OVA『プロジェクトA子』

フロンティア芸術学校（ふろんてぃあげいじゅつがっこう）
- 加藤英美里、佐々木未来、竹達彩奈、富田美憂、潘めぐみ
- スマートフォンゲーム『少女☆歌劇 レヴュースタァライト -Re LIVE-』

碧陽学園生徒会（へきようがくえん せいとかい）
- 斉藤佑圭、富樫美鈴、堀中優希、本多真梨子
- テレビアニメ『生徒会の一存』

碧陽学園生徒会 会長と書記（へきようがくえん せいとかい かいちょうとしょき）
- 斉藤佑圭、本多真梨子

碧陽学園生徒会 副会長と会計（へきようがくえん せいとかい ふくかいちょうとかいけい）
- 富樫美鈴、堀中優希

碧陽学園生徒会LV.2（へきようがくえん せいとかい レベル に）
- 富樫美鈴、野水伊織、本多真梨子、美名
- テレビアニメ『生徒会の一存 Lv.2』

BEST FRIENDS!（ベスト フレンズ）
- 逢来りん、大橋彩香、大西沙織、木戸衣吹、桑原由気、陶山恵実里、田所あずさ、二ノ宮ゆい、日笠陽子、松永あかね、美山加恋

テレビアニメ『アイカツフレンズ!』
Pure Palette（ピュアパレット）
- 木戸衣吹、松永あかね

Honey Cat（ハニーキャット）
- 二ノ宮ゆい、美山加恋

Love Me Tear（ラブミーティア）
- 大橋彩香、田所あずさ

Reflect Moon（リフレクトムーン）
- 桑原由気、陶山恵実里

P.E.T.S.（ペッツ）
- 大沢千秋、川澄綾子、小林晃子、清水芽衣、田中理恵、千葉紗子、仁後真耶子、野川さくら、長谷川静香、氷上恭子、平野綾、ゆかな
- テレビアニメ『おとぎストーリー 天使のしっぽ』
- 同アニメの原作である雑誌企画の名称から。

PNGN6
- 片岡あづさ、伊瀬茉莉也、南條愛乃、野川さくら、日高里菜、門脇舞以
- Webアニメ『ペンギン娘』

PNGN4
- 片岡あづさ、伊瀬茉莉也、南條愛乃、日高里菜

PNG3
- 片岡あづさ、伊瀬茉莉也、南條愛乃

PENGUINS Performance Project.(ペンギンズパフォーマンスプロジェクト)(PPP/ペパプ)
- 佐々木未来、根本流風、田村響華、相羽あいな、築田行子
- アニメ『けものフレンズ』

Voice Bloom!（ボイス ブルーム）
- 中川亜紀子、長沢美樹、佐々木庸子、安達まり、茶山莉子、川上とも子、木村亜希子、小谷伸子、山口克子、小泉理奈
- 月刊ニュータイプの同名連載と連動した企画CDのユニット。

ぽかぽかイオン（pokaxion）
- 東山奈央、安野希世乃
- テレビアニメ『スローループ』オープニング
- 2017年に非公式で当人同士にてユニット名ぽかぽかイオンを発言していく。2021年11月22日にはFlyingDogにて公式ユニット名で発表になり2人での活動が始まる。ぱかぽか担当の東山とイオン担当の安野。CD発売2022年3月2日にデビューとなる。

Poppin'Party（ポッピン パーティ）
- 愛美、伊藤彩沙、大塚紗英、大橋彩香、西本りみ
- メディアミックス作品『BanG Dream!』
- ガールズバンドチームがテーマの作品で、担当声優で実際にバンド活動を行っている。
- 活動初期、外部で活動する際（@jam・Animelo Summer Live出演時）は、ユニット名を「Poppin' Party from BanG Dream!」としていた。

Bottle fairy（ボトル フェアリー）
- 名塚佳織、野中藍、堀江由衣、水樹奈々
- テレビアニメ『瓶詰妖精』

PoppinS（ポピンズ）
- 清水愛、中原麻衣
- ラジオ番組『DearS×DearS』、ゲーム・テレビアニメ『DearS』
- 「謎の宇宙人ユニット」とされている。歌手ユニットとしての独自のキャラであり、アニメ・ゲームの劇中には登場しない（アニメのEDにはSDキャラとして登場）。

#### ま行
MyGO!!!!!（マイゴ）
羊宮妃那、立石凛、青木陽菜、小日向美香、林鼓子
- テレビアニメ『BanG Dream! It's MyGO!!!!!』

MY☆DREAM（マイドリーム）
大地葉、伊達朱里紗、山田唯菜
- テレビアニメ『アイドルタイムプリパラ』

まじかるにゃんにゃん
- 倉田雅世、望月久代、山本麻里安
- テレビアニメ『魔法少女猫たると』

マジック&メイデン
- 水沢柚乃、北村真理奈、岩田美有、加藤亜美、あおきまお
- キャラクターイラスト集「アニメグラフ」発の声優アイドルユニット

MATAN（またん）
- 飯塚雅弓、仲西環
- ラジオ『飯塚雅弓のMEGA-TONスマイル』

MA♡chu♡RI（ま ちゅ り）
- 伊瀬茉莉也、福井裕佳梨、宮崎羽衣
- テレビアニメまかでみ・WAっしょい!

魔法使い隊（まほうつかいたい）
- 飯塚雅弓、岩男潤子、小西寛子
- OVA『魔法使いTai!』

MAHO堂（まほーどう）
- 秋谷智子、大谷育江、宍戸留美、千葉千恵巳、松岡由貴、宮原永海
- テレビアニメ『おジャ魔女どれみ』シリーズ
- 宍戸留美は「♯」、宮原永海は「も〜っと!」、大谷育江は「ドッカ〜ン!」から、それぞれ加入。

麻帆良学園中等部2-A（まほらがくえんちゅうとうぶ にのエー）
麻帆良学園中等部3-A（まほらがくえんちゅうとうぶ さんのエー）
- 相沢舞、石毛佐和、伊藤静、井ノ上ナオミ、猪口有佳、大沢千秋、大前茜、門脇舞、狩野茉莉、神田朱未、木村まどか、桑谷夏子、小林美佐、小林ゆう、こやまきみこ、笹川亜矢奈、佐久間未帆、白石涼子、志村由美、白鳥由里、高本めぐみ、田中葉月、出口茉美、能登麻美子、野中藍、板東愛、堀江由衣、松岡由貴、皆川純子、山川琴美、山本杏美、渡辺明乃
- テレビアニメ『魔法先生ネギま!』『ネギま!?』(2-A)
- OAD『魔法先生ネギま! 〜白き翼 ALA ALBA〜』(3-A)
- 高本めぐみは大沢千秋の声優活動休止による交代に伴い途中参加。

ネギ・スプリングフィールド&麻帆良学園中等部3-A（ネギ・スプリングフィールド アンド まほらがくえんちゅうとうぶさんのエー）
- 相沢舞、阿澄佳奈、石毛佐和、伊藤静、井ノ上ナオミ、いのくちゆか、小見川千明、門脇舞以、狩野茉莉、神田朱未、木村まどか、桑谷夏子、小林美佐、小林ゆう、こやまきみこ、笹川亜矢奈、佐久間未帆、佐藤利奈、白石涼子、志村由美、白鳥由里、高本めぐみ、出口茉美、能登麻美子、野中藍、板東愛、堀江由衣、松岡由貴、皆川純子、山川琴美、浅倉杏美、渡辺明乃
- 劇場版『魔法先生ネギま! ANIME FINAL』
- 阿澄佳奈は田中葉月（降板時はHazuki名義）の降板による交代に伴い途中参加。
- 小見川千明は大前茜の引退による交代に伴い途中参加。

いたずら3人組（いたずら さんにんぐみ）
- 狩野茉莉、こやまきみこ、板東愛

運動部（うんどうぶ）
- 木村まどか、板東愛、山川琴美、山本杏美

運動部仲良し4人組（うんどうぶ なかよしよにんぐみ）
- 木村まどか、堀江由衣、山川琴美、山本杏美

科学と肉まん（かがくとにくまん）
- 井ノ上ナオミ、大沢千秋、門脇舞

さんぽ部（さんぽぶ）
- 狩野茉莉、こやまきみこ、白石涼子

闇の福音&ドール（ダークエヴァンジェル アンド ドール）
- 白鳥由里、松岡由貴、渡辺明乃

チュパカブラ研究会（チュパカブラけんきゅうかい）
- 石毛佐和、狩野茉莉、神田朱未、こやまきみこ、木村まどか、白石涼子

図書館探検部（としょかんたんけんぶ）
- 石毛佐和、桑谷夏子、能登麻美子

バカレンジャー
マホラ戦隊バカレンジャー（マホラせんたい バカレンジャー）
- 神田朱未、桑谷夏子、白石涼子、田中葉月、堀江由衣
- 『魔法先生ネギま!』では「バカレンジャー」、『ネギま!?』では「マホラ戦隊バカレンジャー 」。

武道四天王（ぶどうしてんのう）
- 小林ゆう、佐久間未帆、白石涼子、田中葉月

文化部4人組（ぶんかぶよにんぐみ）
- 相沢舞、猪口有佳、小林美佐、笹川亜矢奈

麻帆良学園中等部2-A かなかな組（まほらがくえんちゅうとうぶ にのエー かなかなぐみ）
- 神田朱未、小林ゆう、能登麻美子、野中藍
- ユニット名の由来は4人の役名（のどか〈能登〉、あすな〈神田〉、このか〈野中〉、せつな〈小林〉）の最後の文字から。

麻帆良学園中等部2-A 師匠となやめるオトメ組 （まほらがくえんちゅうとうぶ にのエー マスターとなやめるオトメぐみ）
- 桑谷夏子、笹川亜矢奈、田中葉月、松岡由貴、渡辺明乃

まほらコーラス部（まほらコーラスぶ）
- 石毛佐和、伊藤静、佐久間未帆、田中葉月

まほらチアリーディング
チアリーディング部（チアリーディングぶ）
- 伊藤静、大前茜、出口茉美
- 『魔法先生ネギま!』では「まほらチアリーディング」、『ネギま!?』では「チアリーディング部」。

MA-RI-SA （マ リ サ）
- 大原さやか、夏樹リオ、柳沢真由美
- 俳協45周年イベント『Party Live!』

まりまゆ
- 麻績村まゆ子、山本麻里安
- ラジオ番組『アニガメパラダイス』

まろに☆えーる
- 野水伊織、設楽麻美、小林元子
- とちぎテレビ

M@N☆GIRL!（マンガール）
- 宮本佳那子、駒形友梨、尾高もえみ、大橋彩香
- テレビアニメ『まんがーる!』

みかくにんぐッ!
- 照井春佳、松井恵理子、吉田有里
- テレビアニメ『未確認で進行形』

巫女ツインズ（みこツインズ）
- 門脇舞、松来未祐
- テレビアニメ『月詠 -MOON PHASE-』

自らを演出する乙女の会（みずからをえんしゅつするおとめのかい）
- 赤﨑千夏、金元寿子、茅野愛衣、田村ゆかり
- テレビアニメ『俺の彼女と幼なじみが修羅場すぎる』
- 略して、“自演乙”。作中に登場する部活動の名称から。

みっくすJUICE（みっくすジュース）
- 植田佳奈、斎藤千和、中原麻衣、森永理科
- テレビアニメ『妄想科学シリーズ ワンダバスタイル』

ミックスナッツ
- 高橋未奈美、田村奈央、大関英里、原嶋あかり、下田麻美
- ゲーム『アイドルマスター ミリオンライブ!』

MIPPLE（ミップル）
- 折笠愛、水谷優子
- テレビアニメ『キャッ党忍伝てやんでえ』、CDドラマ『あぶらみブラザーズ』
- ユニット名は役名の「おミツ」（水谷）、「プルルン」（折笠）から。

μ's（ミューズ）
- 飯田里穂、内田彩、楠田亜衣奈、久保ユリカ、徳井青空、南條愛乃、新田恵海、Pile、三森すずこ
- 雑誌『電撃G's magazine』（アスキー・メディアワークス）・ランティス・サンライズの合同ユーザー参加企画「ラブライブ! School idol project」内のユニット（内部では“チーム”または”グループ“と称し、下記のチームメンバーを3組に分けたものを”ユニット“と呼称）。
- 声優ユニットとして本格的に活動し始めた2012年頃に作品外で活動する際（Animelo Summer Live2012出演時など）は、ユニット名を「μ's from ラブライブ!」としていた。

BiBi（ビビ）
- 徳井青空、南條愛乃、Pile

Printemps（プランタン）
- 内田彩、久保ユリカ、新田恵海

lily white（リリー ホワイト）
- 飯田里穂、楠田亜衣奈、三森すずこ

Miracle Kiratts（ミラクルキラッツ）
- 林鼓子、久保田未夢、厚木那奈美
- テレビアニメ『キラッとプリ☆チャン』

ミルキーウェイ
- 長谷川明子、駒形友梨、小岩井ことり、斉藤佑圭、野村香菜子
- ゲーム『アイドルマスター ミリオンライブ!』

ミルキィホームズ
- 橘田いずみ、佐々木未来、徳井青空、三森すずこ
- ゲーム・アニメ『探偵オペラ ミルキィホームズ』シリーズのメイン4人の声優達によるユニット。

ミルキィホームズ フェザーズ
- 愛美、伊藤彩沙
- 『探偵オペラミルキィホームズ』の第3期『ふたりはミルキィホームズ』から登場する新キャラ2人の声優のユニット。
- 基本的には「フェザーズ」と略す。

ミルキィホームズ シスターズ
- ミルキィホームズとフェザーズの合計6人の声優によるユニット。
- 『探偵オペラミルキィホームズ』シリーズの作中では使用されず、純粋に声優ユニットの名称・総称として使用される。

みんな
- 浅野るり、河合久美、田村ゆかり、利田優子、那須めぐみ、山本麻里安
- ゲーム『Memories Off』

ムスメット
- 大沢千秋、川瀬晶子、松本彩乃
- テレビアニメ『流星戦隊ムスメット』

胸ぺったんガールズ （むねぺったんガールズ）
- 茅原実里、長谷川静香、平野綾
- テレビアニメ『らき☆すた』

ムーンエンジェル隊 （ムーンエンジェルたい）
- かないみか、後藤沙緒里、沢城みゆき、新谷良子、田村ゆかり、山口眞弓
- ゲーム・アニメ『ギャラクシーエンジェル』
- 後藤はゲーム版より加入。
- 「エンジェル隊」の名称で活動開始。途中『ギャラクシーエンジェルII』プロジェクト発足による「ルーンエンジェル隊」登場を機に現在の名称に改称。

メイズ
- 小見川千明、白石涼子、矢澤りえか、悠木碧
- テレビアニメ『それでも町は廻っている』

めぇめぇもぉ
- 坂本美里、清水愛、新谷良子

メリル
- 宍戸留美、田中理恵、豊口めぐみ

メルディアナ合唱団 （メルディアナがっしょうだん）
- 佐藤利奈、鈴木真仁、広橋涼
- テレビアニメ『魔法先生ネギま!』

Meltic StAr（メルティックスター）
- 芹澤優、若井友希、森嶋優花
- テレビアニメ『キラッとプリ☆チャン』

More Peach Summer （モア ピーチ サマー）
- 池澤春菜、斎藤千和、能登麻美子
- テレビアニメ『ケロロ軍曹』
- ユニット名は役名の「アンゴル＝モア」（能登）、「西澤桃華」（池澤）、「日向夏美」（斎藤）から。

More Peach Summer Snow （モア ピーチ サマー スノー）
- 池澤春菜、斎藤千和、能登麻美子、広橋涼
- テレビアニメ『ケロロ軍曹』
- More Peach Summerの3人に東谷小雪（広橋）が加わっている。

MOREMOREJUMP！
・小倉唯、吉岡茉祐、降幡愛、本泉莉奈
・スマートフォンゲーム『プロジェクトセカイカラフルステージ！feat.初音ミク』

桃月学園1年え〜☆び〜組 （ももつきがくえん いちねんえーびーぐみ）
- 石毛佐和、中世明日香、日笠山亜美、樋口智恵子、広橋涼
- テレビアニメ『ぱにぽにだっしゅ!』

桃月学園1年C組 feat. 上原都&6号さん（ももつきがくえん いちねんシーぐみ フィーチャリング うえはらみやこ アンド ろくごうさん）
桃月学園1年C組 feat. 一条さん&桃瀬くるみ（ももつきがくえん いちねんシーぐみ フィーチャリング いちじょうさん アンド ももせくるみ）
桃月学園1年C組 feat. 片桐姫子&橘玲（ももつきがくえん いちねんシーぐみ フィーチャリング かたぎりひめこ アンド たちばなれい）
- 植田佳奈、折笠富美子、阪田佳代、野中藍、堀江由衣、雪野五月
- テレビアニメ『ぱにぽにだっしゅ!』

桃月学園1年で〜組（ももつきがくえん いちねんでーぐみ）
- 門脇舞、沢城みゆき、新谷良子、生天目仁美、松来未祐
- テレビアニメ『ぱにぽにだっしゅ!』

Morfonica（モルフォニカ）
- 進藤あまね、直田姫奈、西尾夕香、Ayasa、mika
- スマートフォンゲーム『バンドリ! ガールズバンドパーティ!』
- 「Poppin'Party」・「Roselia」・「RAISE A SUILEN」同様、担当声優で実際にバンド活動を行っている。

#### や行
やすなとソーニャ
- 赤﨑千夏、田村睦心
- アニメ『キルミーベイベー』

やまとなでしこ
- 田村ゆかり、堀江由衣
- ラジオ番組『SOMETHING DREAMS マルチメディアカウントダウン』

やゆゆ
- 下田麻美、長谷川明子、大久保瑠美
- アニメ『こぴはん』

ゆいかおり
- 石原夏織、小倉唯

you-i（ユーイ）
- 今井麻美、中村繪里子、仁後真耶子
- ラジオ『アイドルマスター Radio For You!』
- 前番組『ラジオdeアイマSHOW!』の「Engage!」を番組が変わったのを気に編成し直し、新たにユニット名をリスナーから募集した。

ゆきのん'ズ
- 榎本温子、新谷真弓、千葉紗子、野田順子、福井裕佳梨、本谷有希子
- アニメ『彼氏彼女の事情』

ユメユラ
- 鹿野優以、板東愛、山口繭、吉川未来

夢防衛少女隊（ゆめぼうえいしょうじょたい）
- 片岡あづさ、加藤夏希、小清水亜美、佐久間レイ、杉本ゆう、竹内順子、八武崎碧
- テレビアニメ『おねがいマイメロディ』シリーズ

妖精忍者（ようせいにんじゃ）
- ゆきじ、くまいもとこ、下屋則子、村井かずさ
- テレビアニメ『わがまま☆フェアリー ミルモでポン!』シリーズ

妖夢討伐隊（ようむとうばつたい）
- 種田梨沙、茅原実里、山岡ゆり
- アニメ『境界の彼方』

吉武千颯 with わんだふるぷりきゅあ!（よしたけちはや ウィズ わんだふるぷりきゅあ）
- 吉武千颯、長縄まりあ、種﨑敦美、松田颯水、上田麗奈
- テレビアニメ『わんだふるぷりきゅあ!』

四葉騎士団三銃士（よつばきしだんさんじゅうし） / 三銃士（さんじゅうし）
- 沢城みゆき、立野香菜子、田村ゆかり
- アニメ『おとぎ銃士 赤ずきん』

四方の巫女（よものみこ）
- 小清水亜美、戸松遥、早見沙織、日高里菜、
- アニメ『STAR DRIVER 輝きのタクト』

#### ら行
ライブレボルト
- 田口華有、秋場悠里、あおきまお、五味茉莉伽、池羽悠、荒井瑠里、堀内まり菜、道井悠
- 2018年3月14日に平野有紗、新菜まこ、松平ななが脱退。
- 同年3月25日、AnimeJapan 2018にて道井の加入が発表。
- 同年5月13日、2ndワンマンライブにて荒井瑠里、堀内まり菜の加入が発表。
- 公式サイト

らいむ隊（らいむたい）
- 相本結香、あおきさやか、音宮つばさ、笹島かほる、清水愛
- テレビアニメ『らいむいろ戦奇譚』

らいむ隊Army（らいむたい アーミー）
- 今井麻美、柏木弘美、門脇舞、水野愛日、吉住梢
- テレビアニメ『らいむいろ流奇譚 X CROSS 〜恋、オシヘテクダサイ。〜』

ラジアニ feat.新谷良子+後藤邑子 （ラジアニ フィーチャリング しんたにりょうこ プラス ごとうゆうこ）
- 後藤邑子、新谷良子
- ラジオ番組『RADIOアニメロミックス』

ラズベリー♡ジャム （ラズベリー ジャム）
- 石毛佐和、大浦冬華、佐藤利奈、仙台エリ、中島沙樹
- 俳協45周年イベント『Party Live!』

Radish Roxs（ラディッシュ ロックス）
- 浅田葉子、岡田加奈子、小西寛子、芝原チヤコ、豊嶋真千子

ラブフェロモン
- 笹島かほる、清水愛
- テレビアニメ『絶対正義ラブフェロモン』

Lovely Idol（ラブリー アイドル）
- 1期生：浅川悠、有島モユ、河合久美、川澄綾子、仁後真耶子、野川さくら
- 2期生：かかずゆみ、釘宮理恵、桑谷夏子、小林晃子、新谷良子、望月久代
- 3期生：後藤邑子、酒井香奈子、茅原実里、中原麻衣、野川さくら、桃井はるこ
- PS2用ゲーム『らぶドル 〜Lovely Idol〜』（1・2期生）、テレビアニメ『らぶドル 〜Lovely Idol〜』（3期生）
- 3期生のメンバーは主に「らぶドル」と呼ばれている。

Innocent 6 Naughty Guardians（イノセント・シックス・ナウトリー・ガーディアンズ）
- 浅川悠、かかずゆみ、川澄綾子、野川さくら

サルサ・デ・ボニータ
- 河合久美、釘宮理恵、桑谷夏子

Cotton Candy（コットン キャンディ）
- 有島モユ、新谷良子

LAMUSE（ラミューズ）
- 小泉理奈、小谷伸子、中川亜紀子、山口克子
- ラジオ番組『声優になりたぁい〜LAMUSEへの道〜』
- 1999年5月に中川が米倉あや・長沢響と交代しLamuse-mieuxに改名、同年12月に山口が脱退。
- 2001年6月解散。

Run Girls, Run!（ランガールズラン）
- 林鼓子、森嶋優花、厚木那奈美
- 2023年3月解散。
- アニメ『Wake Up, Girls!』
- 中村繪里子、渡部恵子、浜崎奈々、村川梨衣、渡部優衣
- ゲーム『アイドルマスター ミリオンライブ!』

Liella!（リエラ）
- 1期メンバー：伊達さゆり、Liyuu、岬なこ、ペイトン尚未、青山なぎさ
- 2期メンバー：鈴原希実、薮島朱音、大熊和奏、絵森彩
- 3期メンバー：結那、坂倉花
- メディアミックスプロジェクト『ラブライブ!スーパースター!!』内のユニット（内部では「チーム」または「グループ」と称し、下記のチームメンバーを3組に分けたものを「ユニット」と呼称）

CatChu!（キャッチュ）
- 伊達さゆり、ペイトン尚実、薮島朱音

KALEIDOSCORE（カレイドスコア）
- Liyuu、青山なぎさ、結那

5yncri5e!（シンクライズ）
- 岬なこ、鈴原希実、大熊和奏、絵森彩、坂倉花

LISP（リスプ）
- 阿澄佳奈、片岡あづさ、原紗友里

竜宮小町（りゅうぐうこまち）
- 釘宮理恵、たかはし智秋、下田麻美
- ゲーム・アニメ『THE IDOLM@STER』シリーズ

L.I.N.K.s（リンクス）
- 相坂優歌、石原舞、生田善子、高橋李依、山本希望
- トレーディングカードゲーム・アニメ『アンジュ・ヴィエルジュ』

凛明館女学校（りんめいかんじょがっこう）
- 楠木ともり、倉知玲鳳、佐伯伊織、紡木吏佐、和氣あず未
- スマートフォンゲーム『少女☆歌劇 レヴュースタァライト -Re LIVE-』

ルミナスガールズ・オールスターズ
- 浅川悠、朝倉ゆかり、飯塚雅弓、菊池志穂、鈴木奈央、田村宏美、手塚ちはる、堀江由衣、水野愛日、宮原永海
- アニメ『聖ルミナス女学院』

ルーンエンジェル隊（ルーンエンジェルたい）
- 明坂聡美、稲村優奈、中山恵里奈、花村怜美、平野綾
- ゲーム『ギャラクシーエンジェルII』・アニメ『ギャラクシーエンジェる〜ん』
- 臨時メンバーとして小田久史が加わる事もある。

ルンルンエンジェル隊（ルンルンエンジェルたい）
- 明坂聡美、榎本温子
- アニメ『ギャラクシーエンジェる〜ん』

レアーズ
- 川村万梨阿、鶴ひろみ、原えりこ、松井菜桜子、本多知恵子
- OVA『レア・ガルフォース』

RAISE A SUILEN(レイズ　ア　スイレン)
- 小原莉子、倉知玲鳳、紡木吏佐、夏芽、Raychell
- スマートフォンゲーム『バンドリ! ガールズバンドパーティ!』
- 「Poppin'Party」同様、担当声優で実際にバンド活動を行っている。

レジェンドデイズ
- 沼倉愛美、若林直美、仁後真耶子、下田麻美、釘宮理恵
- ゲーム『アイドルマスター ミリオンライブ!』

レ・ミィ×コトナ
- 伊藤静、こやまきみこ
- アニメ『ゾイドジェネシス』

RO-KYU-BU!（ロウ キュー ブ）
- 花澤香菜、井口裕香、日笠陽子、日高里菜、小倉唯
- テレビアニメ『ロウきゅーぶ!』

Rhodanthe*（ローダンセ）
- 西明日香、田中真奈美、種田梨沙、内山夕実、東山奈央、諏訪彩花
- テレビアニメ『きんいろモザイク』
- 2019年に諏訪彩花が正式加入。

Roselia（ロゼリア）
- 相羽あいな、工藤晴香、櫻川めぐ、中島由貴、志崎樺音
- スマートフォンゲーム『バンドリ! ガールズバンドパーティ!』
- 「Poppin'Party」同様、担当声優で実際にバンド活動を行っている。
- 2018年5月13日の『BanG Dream！ 5th LIVE』Day2をもって、遠藤ゆりかが脱退。後任として中島が加入。
- 2018年9月17日のファンミーティングをもって、明坂聡美が脱退。同年11月7日のライブ「Vier」にて志崎の加入が発表された。

ロリベーダーズZ（ロリベーダーズ ゼット）
- 上村貴子、田村ゆかり、町井美紀、水橋かおり
- テレビアニメ『G-onらいだーす』

#### わ行
わたてん☆5（わたてん ファイブ）
- 指出毬亜、長江里加、鬼頭明里、大和田仁美、大空直美
- テレビアニメ『私に天使が舞い降りた!』

Waffle☆ら・めーる（わっふる ら・めーる）
- 高野直子、村井かずさ

ワンリルキス
- 古木のぞみ、藤村鼓乃美、三上遥香、森千早都

- テレビ番組『声優バラエティー SAY!YOU!SAY!ME!』

### 男女含む声優のみのユニット
青酢（あおず）
- 置鮎龍太郎、甲斐田ゆき、近藤孝行、皆川純子
- テレビアニメ『テニスの王子様』

青酢+キャップと瓶（あおず プラス キャップとびん）
- 置鮎龍太郎、小野坂昌也、甲斐田ゆき、川本成、喜安浩平、近藤孝行、高橋広樹、津田健次郎、皆川純子
- テレビアニメ『テニスの王子様』

青と瓶と缶（あおとびんとかん）
- 甲斐田ゆき、木内秀信、楠大典、諏訪部順一、高橋広樹、鳥海浩輔、皆川純子、森久保祥太郎
- テレビアニメ『テニスの王子様』

イケメン侍（イケメンざむらい）
- 置鮎龍太郎、楠大典、新垣樽助、諏訪部順一、永井幸子、細谷佳正、皆川純子
- 『テニスの王子様』100曲マラソン

後ろから這いより隊（うしろからはいよりたい）
- 阿澄佳奈、大坪由佳、喜多村英梨、釘宮理恵、國府田マリ子、羽多野渉、久川綾、松来未祐
- テレビアニメ『這いよれ! ニャル子さん』

後ろから這いより隊G（うしろからはいよりたい ジー）
- 阿澄佳奈、大坪由佳、松来未祐
- テレビアニメ『這いよれ!ニャル子さん』オープニングテーマ「太陽曰く燃えよカオス」

後ろから這いより隊W（うしろからはいよりたい ダブル）
- 國府田マリ子、久川綾

後ろから這いより隊B（うしろからはいよりたい ビー）
- 喜多村英梨、羽多野渉

有頂天（うちょうてん）
- 今野宏美、白石稔
- OVA『らき☆すたOVA（オリジナルなビジュアルとアニメーション）』

うる星やつらオールスターズ（うるせいやつらオールスターズ）
- 神谷明、島津冴子、杉山佳寿子、千葉繁、平野文、古川登志夫
- テレビアニメ『うる星やつら』
- CD『ア・リ・ガ・ト!』

AsR（エー エス アール）
- 小森まなみ、高橋直純
- ゲーム『キューブバトラー』、ラジオ『小森まなみのPop'n!パジャマ』

えすおーえす団（えすおーえすだん）
- 小野大輔、後藤邑子、杉田智和、茅原実里、平野綾
- Webアニメ『涼宮ハルヒちゃんの憂鬱』

ANGEL（エンジェル）
- 伊藤健太郎、渋谷茂、陶山章央、遊佐浩二、瀧本富士子
- テレビアニメ『超者ライディーン』

オエセル隊（オエセルたい）
- 浦田優、河原木志穂、高口幸子、はらさわ晃綺、松本さち、矢口アサミ
- アニメ『ファンタジックチルドレン』

オールキャスト
- 大原さやか、かないみか、サエキトモ、沢城みゆき、志村知幸、新谷良子、陶山章央、田村ゆかり、藤原啓治、保村真、三瓶由布子、山口眞弓、吉野裕行
- アニメ『ギャラクシーエンジェル』

GIGS（ギグス）
- 置鮎龍太郎、楠大典、諏訪部順一、皆川純子
- OVA『テニスの王子様』

ケロロ・オールスターズ
- 池澤春菜、草尾毅、小桜エツ子、子安武人、斎藤千和、中田譲治、能登麻美子、広橋涼、渡辺久美子
- ケロロ小隊とMore Peach Summer Snowの9人による合同ユニット。
- アニメ『ケロロ軍曹』

ケロロ小隊（ケロロしょうたい）
- 草尾毅、小桜エツ子、子安武人、中田譲治、渡辺久美子
- アニメ『ケロロ軍曹』

ケロロ聖歌隊（ケロロせいかたい）
- 草尾毅、小桜エツ子、子安武人、中田譲治、渡辺久美子
- アニメ『ケロロ軍曹』

玄希弾（げんきだん）
- 岡林史泰、西墻由香、代永翼

子鬼トリオ（こおにトリオ）
- 一条和矢、うえだゆうじ、南央美
- テレビアニメ『おじゃる丸』

315 ALLSTARS（サイコー オールスターズ）
- 天﨑滉平、伊東健人、内田雄馬、梅原裕一郎、浦尾岳大、榎木淳弥、笠間淳、狩野翔、神原大地、菊池勇成、熊谷健太郎、児玉卓也、小林大紀、駒田航、小松昌平、三瓶由布子、汐谷文康、白井悠介、高塚智人、千葉翔也、寺島惇太、寺島拓篤、土岐隼一、徳武竜也、中島ヨシキ、中田祐矢、永塚拓馬、永野由祐、仲村宗悟、野上翔、濱健人、濱野大輝、バレッタ裕、比留間俊哉、深町寿成、古川慎、古畑恵介、堀江瞬、増元拓也、益山武明、松岡禎丞、村瀬歩、八代拓、矢野奨吾、山下大輝、山谷祥生、渡辺紘
- ゲーム『アイドルマスターSideM』
- CDシリーズ「5th ANNIVERSARY DISC」より用いられる。
- これまで以下のような名称が使われた

315プロダクション所属アイドル（サイコープロダクションしょぞくアイドル）
- CDシングル「Beyond the Dream」発売時に使用された。

315 STARS（サイコースターズ）
- アニメOP「Reason!!」など出演声優数人の編成で歌う際に用いられる。

SAURERS（ザウラーズ）
- 天野由梨、篠原あけみ、島田敏、高乃麗、林原めぐみ
- テレビアニメ『熱血最強ゴウザウラー』

サキュバちゃんと叫ぶ地獄隊（サキュバちゃんとさけぶじごくたい）
- 阿澄佳奈、小野友樹、本多真梨子、藏合紗恵子
- テレビアニメ『地獄ようちえん』

ザ・タチバナーズ
- 緒方賢一、折笠富美子、阪口大助、渡辺久美子
- テレビアニメ『あたしンち』

Jeminy! Jeans Rice!（ジェミニー ジーンズ ライス）
- 浅野真澄、福井裕佳梨、森久保祥太郎
- ラジオ番組『森久保祥太郎と福井裕佳梨のトテカンラジオ』
- 「J!JR!」（ジェイ ジェイ アール）と省略する場合もある。

7人の麦わら海賊団（しちにんのむぎわらかいぞくだん）
- 大谷育江、岡村明美、田中真弓、中井和哉、平田広明、山口勝平、山口由里子
- テレビアニメ『ONE PIECE』

獣戦機隊（じゅうせんきたい）
- 塩沢兼人、中原茂、矢尾一樹、山本百合子
- テレビアニメ『超獣機神ダンクーガ』

白浜坂高校合唱部（しらはまざかこうこう がっしょうぶ）
- 高垣彩陽、瀬戸麻沙美、早見沙織、島﨑信長、花江夏樹
- アニメ『TARI TARI』

スピリットシンガーズ
- 天田真人、石毛佐和、神谷浩史、鈴村健一、竹内順子、渡辺久美子
- テレビアニメ『デジモンフロンティア』

スモウ小隊（スモウしょうたい）
- 草尾毅、小桜エツ子、子安武人、中田譲治、渡辺久美子
- テレビアニメ『ケロロ軍曹』

タカ&あっこ
- 近藤孝行、むたあきこ
- 俳協45周年イベント『Party Live!』

デジモンシンカーズ
- 坂本千夏、山口眞弓、竹内順子、溝脇しほみ、重松花鳥、松本美和、櫻井孝宏
- テレビアニメ『デジモンアドベンチャー』

デジモンオールスターズ
- 野田順子、浦和めぐみ、松本美和、徳光由香、坂本千夏、山口眞弓、竹内順子、溝脇しほみ、重松花鳥、遠近孝一、高橋直純、櫻井孝宏
- テレビアニメ『デジモンアドベンチャー02』

天才テラス組（てんさいてらすぐみ）
- 浅沼晋太郎、清水香里、福山潤、宮田幸季、雪野五月
- テレビアニメ『ファイ・ブレイン 神のパズル』

とうきょうデンキKIRAKIRA合唱団（とうきょうデンキ きらきら がっしょうだん）
- THE COVERS：折笠愛、かないみか、こおろぎさとみ、小林優子、篠原恵美、高田由美、西原久美子、平松晶子、深見梨加、水谷優子
- THE TV SHOW：天野由梨、小野寺麻理子、笠原留美、かないみか、島本須美、鈴木真仁、玉川紗己子、丹下桜、富沢美智恵、西原久美子、松井菜桜子、皆口裕子
- THE MIRACLE FOREVER：かないみか、川村万梨阿、佐久間レイ、鈴木真仁、鶴ひろみ、冨永みーな、永島由子、並木のり子、西原久美子、本多知恵子、松本梨香、吉田古奈美
- THE HIROS：置鮎龍太郎、かないみかたろう、小杉十郎太、子安武人、関智一、中原茂、中村大樹、古川登志夫、堀川亮、松野太紀、三木眞一郎、山寺宏一
- CD『とうきょうデンキKIRAKIRA合唱団』シリーズ
- 但し、合唱しているのは「THE HIROS」のメンバーのみ。

ドロンボー
- 小原乃梨子、たてかべ和也、八奈見乗児
- テレビアニメ『ヤッターマン』

にゅるズ
- 内田彩、楠田亜衣奈、渡部優衣、山口立花子、伊藤悠翔
- テレビアニメ『にゅるにゅる!!KAKUSENくん2期』

練馬大根ブラザーズ （ねりまだいこんブラザーズ）
- 松崎しげる、松本彩乃、森久保祥太郎
- テレビアニメ『おろしたてミュージカル 練馬大根ブラザーズ』

のはら家オールスターズ
- 矢島晶子、ならはしみき、藤原啓治、こおろぎさとみ、真柴摩利
- アニメ映画『クレヨンしんちゃん 嵐を呼ぶ 栄光のヤキニクロード』

by断ち切り隊（バイたちきりたい）
- 甲斐田ゆき、楠田敏之、細谷佳正、大須賀純
- テレビアニメ『テニスの王子様』

バオバブシンガーズ
- 井上和彦、緒方賢一、小原乃梨子、加藤修、神谷明、北浜晴子、肝付兼太、清水マリ、千々松幸子、富田耕生、富山敬、野沢雅子、水島裕、三ツ矢雄二、山田俊司、吉田理保子
- ぷろだくしょんバオバブ所属声優16名によるユニット。

バナナフリッターズ
- 関俊彦、日髙のり子、山寺宏一

ハムちゃんず
- 愛河里花子、池澤春菜、伊藤健太郎、内川藍維、斉藤祐子、佐久間レイ、杉本ゆう、鈴木千尋、本田貴子、的井香織、間宮くるみ、宮田幸季、村井かずさ
- テレビアニメ『とっとこハム太郎』

Hibikino Happy Project（ヒビキノ ハッピー プロジェクト）
- 神谷浩史、くまいもとこ、幸野善之、小菅真美、高野直子、橘ひかり、田村ゆかり、鳥井美沙、野島健児、野田順子、野村真弓、本井えみ、前田千亜紀、増田ゆき、村井かずさ、室園丈裕、山田美穂
- ゲーム『ときめきメモリアル2』

Hibikino Happy Bells（ヒビキノ ハッピー ベルズ）
- くまいもとこ、小菅真美、高野直子、橘ひかり、田村ゆかり、鳥井美沙、野田順子、野村真弓、本井えみ、前田千亜紀、村井かずさ、山田美穂
- ゲーム『ときめきメモリアル2』

P・K・O（ピー・ケー・オー）
- サエキトモ、鈴木千尋、鳥海浩輔
- テレビアニメ『デ・ジ・キャラット』シリーズ

F-LAGS（フラッグス）
- 浦尾岳大、三瓶由布子、徳武竜也、比留間俊哉
- ゲーム『アイドルマスターSideM』

フラッピ&チョッピーズ
- 松来未祐、山口勝平
- テレビアニメ『ふたりはプリキュア Splash Star』

PROJECT ARMS（プロジェクト アームズ）
- 神奈延年、三木眞一郎、上田祐司、高山みなみ
- テレビアニメ『PROJECT ARMS』

真神学園高校聖歌隊（まがみがくえんこうこう せいかたい）
- 浅川悠、石黒貴之、加瀬康之、川辺雅樹、田村ゆかり、堀江由衣
- ドラマCD『東京魔人学園月紅伝』

マリーランドのなかまたち
- 佐久間レイ、竹内順子、前田登、三浦香、本城雄太郎、沢城みゆき、中村恵子、山田茉莉
- テレビアニメ『おねがいマイメロディ』シリーズ
- 「手をつなごう」ではマイメロ（佐久間）、クロミ・ピアノ（竹内）、バク（前田）の4人でまいめろでぃーずのメンバーと共に歌ったが、「マイドリーム!マイメロディ!」、「夢見るチカラ」、「ハレ★ソラ」のカバーでは上記の4人に加え、フラット（三浦）、ハリネズミ・バコ（沢城）、クマ（中村）、リス（山田）、リズム（本城）の6人を加えた10人で歌った。

無敵団（むてきだん）
- 伊藤静、太田哲治、こやまきみこ、たかはし智秋、間宮くるみ
- テレビアニメ『ゾイドジェネシス』

メモオフ2ndメンバー（メモオフ セカンド メンバー）
- 池澤春菜、小尾元政、菊池志穂、千葉紗子、仲西環、南里侑香、間島淳司、松来未祐、水樹奈々
- ゲーム『Memories Off 2nd』

メモオフ1st&2ndメンバー／メモオフオールキャスト（メモオフ ファースト アンド セカンドメンバー／メモオフオールキャスト）
- 浅野るり、池澤春菜、小尾元政、河合久美、菊池志穂、田村ゆかり、千葉紗子、利田優子、仲西環、那須めぐみ、南里侑香、間島淳司、松来未祐、水樹奈々、山本麻里安
- ゲーム『Memories Off』『Memories Off 2nd』

メモオフ1stメンバー（メモオフ ファースト メンバー）
- 浅野るり、河合久美、田村ゆかり、利田優子、那須めぐみ、間島淳司、山本麻里安
- ゲーム『Memories Off』

乱馬的歌劇団御一行様（らんまてきかげきだん ごいっこうさま）
- 麻生美代子、井上和彦 、井上喜久子、大林隆介、緒方賢一、佐久間レイ、鈴置洋孝、関俊彦、高山みなみ、永井一郎、林原めぐみ、日髙のり子、松井菜桜子、山口勝平、山寺宏一
- テレビアニメ『らんま1/2』

隣人部一同（りんじんぶいちどう）
- 井口裕香、伊藤かな恵、井上麻里奈、木村良平、花澤香菜、福圓美里、山本希望
- OVA『僕は友達が少ない あどおんでぃすく』

Layla（レイラ）
- 咲乃藍里、笹川亜矢奈、高橋圭一

ロケット団（ロケットだん）
- 犬山犬子、林原めぐみ、三木眞一郎
- テレビアニメ『ポケットモンスター』

ワールド8（ワールドエイト）
- 浪川大輔、安元洋貴、高橋広樹、小西克幸、杉山紀彰、小野坂昌也、高戸靖広、甲斐田ゆき
- 劇場版「銀幕ヘタリア Axis Powers Paint it, White（白くぬれ!）」

ワタル社中（ワタルしゃちゅう）
- 愛河里花子、伊倉一恵、伊藤健太郎、玄田哲章、田中真弓、西村知道、林延年、林原めぐみ、宮村優子、横山智佐
- テレビアニメ『超魔神英雄伝ワタル』

ワッPズ（ワッピーズ）
- 塩沢兼人、千葉繁、久川綾、藤田淑子
- テレビアニメ『新ビックリマン』

### 声優以外の人物を含むユニット
声優以外の人物を含む場合は、厳密には声優ユニットとは言えないが、組み合わせによっては「声優ユニット」として捉えられることもある。
Ave Mujica（アヴェ ムジカ）
佐々木李子、渡瀬結月、岡田夢以、米澤茜、高尾奏音
- テレビアニメ『BanG Dream It's MyGO!!!!!』、『BanG Dream Ave Mujica』
- 「Poppin'Party」・「Roselia」・「RAISE A SUILEN」・「MyGO!!!!!」同様、担当声優で実際にバンド活動を行っている。

紅月（あかつき）
- 梅原裕一郎、神尾晋一郎、神永圭佑
- ゲーム『あんさんぶるスターズ!』

あっぷ²（あっぷ あっぷ）
- 古山きみこ、松来未祐、AKIKO、浅木舞、菊地由美、崎谷芙由美、中野知美、東里、端原希、森田早桜
- テレビアニメ『下級生』

アニサマフレンズ（2005年版）
- 奥井雅美、影山ヒロノブ、JAM Project、水樹奈々、高橋直純、栗林みな実、米倉千尋、石田燿子、can/goo、下川みくに、unicorn table、鈴木達央、近江知永、愛内里菜
- ライブ『Animelo Summer Live 2005-THE BRIDGE-』

アニサマフレンズ（2006年版）
- 奥井雅美、JAM Project、水樹奈々、高橋直純、栗林みな実、米倉千尋、石田燿子、愛内里菜、ALI PROJECT、三枝夕夏 IN db、石川智晶、savage genius、KENN with The NaB's、嘉陽愛子
- ライブ『Animelo Summer Live 2006-OUTRIDE-』

アニサマフレンズ（2007年版）
- 奥井雅美、JAM Project、水樹奈々、高橋直純、栗林みな実、ALI PROJECT、桃井はるこ、樹海、m.o.v.e、近江知永、サイキックラバー、Suara、Cy-Rim rev.、茅原実里
- ライブ『Animelo Summer Live 2007 -Generation-A-』

アニぱら音楽館オールスターズ（アニぱらおんがくかんオールスターズ）
- 遠藤正明、近江知永、影山ヒロノブ、サイキックラバー、下川みくに
- テレビ番組『アニぱら音楽館』

Argonavis（アルゴナビス）
- 伊藤昌弘、日向大輔、前田誠二、森嶋秀太、橋本祥平
- メディアミックス作品『from ARGONAVIS』
- 作中に登場する同名のバンドの担当声優で、実際にバンド活動を行っている。

ave;new feat.テスラ・ナイン （アヴェニュー フィーチャリング テスラ・ナイン）
- 大咲美和、川瀬未希（BRACE;d）、Kent、佐倉紗織、白沢理恵、羽月達也、堀江由衣、U-key、柚木涼香
- パチスロ『快盗天使ツインエンジェル2』

あべにゅうぷろじぇくと feat.水無月遥・神無月葵・葉月クルミ（あべにゅうぷろじぇくと フィーチャリング みなづきはるか・かんなづきあおい・はづきクルミ）
- 井上みゆ、うず、きこうでん☆みさ、釘宮理恵、けんと、しゃおり、田村ゆかり、能登麻美子、まにょ、みにゃ、ゆうち、りえリン
- パチスロ『快盗天使ツインエンジェル2』

AN'S ALLSTARS（アン ズ オールスターズ）
- 石川英郎、森久保祥太郎、左人忠相、宮城寛、乙部ヒロ
- ラジオ『あんずジャム』
- A-W-S AN'S ALLSTARS WEB SITE

UNDER17（アンダー セブンティーン）
- 桃井はるこ、小池雅也
- 2004年をもって解散。

UNDEAD（アンデッド）
- 小野友樹、羽多野渉、細貝圭、増田俊樹
- ゲーム『あんさんぶるスターズ!』

W's（ウィ ズ）
- CHISA（横山智佐）、YUKA（野上ゆかな）、IKURO（藤原いくろう）、SPARK、TORU

WITH YOU（ウィズ ユー）
- 赤井梓、伊倉一恵、一条和矢、井上かおり、岩井由希子、岩崎和夫、榎本充希子、大山英亮、金丸淳一、神谷明、ショッカーO野、高木渉、高戸靖広、田中義則、千葉進歩、筒井英次、富沢美智恵、野沢雅子、端月雅子、日髙のり子、ひと美、廣瀬和好、氷上恭子、深見梨加、福徳肇、古川貴子、北条司、南かおり、ミンキー・ヤス、山口勝平、雪乃五月、吉田古奈美
- 阪神淡路大震災復興支援チャリティーソング『真冬の流れ星』

Wake Up, May'n!（ウェイクアップ・メイン）
- 青山吉能、奥野香耶、高木美佑、田中美海、永野愛理、山下七海、吉岡茉祐、May'n
- Wake Up, Girls!とMay'nの8人によるコラボユニット。

UMA Project（ウマ プロジェクト）
- 相沢舞、遠藤正明、杉田智和
- ラジオ『スパロボOGネットラジオ うますぎWAVE』

A・G・A・S（エー・ジー・エー・エス "A&G ALL STARS"）
- 浅田葉子、飯塚雅弓、池澤春菜、井上喜久子、榎本温子、小野坂昌也、川澄綾子、桑島法子、小林晃子、坂本真綾、関俊彦、関智一、田中理恵、千葉繁、豊口めぐみ、長沢美樹、氷上恭子、樋口智恵子、日髙のり子、三木眞一郎、水谷優子、水野愛日、三石琴乃、桃井はるこ、森久保祥太郎、山本麻里安、あかほりさとる、おたっきぃ佐々木、長谷川のび太
- イベント『DREAM POWER 2000』、CD『dream power-翼なき者たちへ-』

小野坂昌也 with TEI（おのさかまさや ウィズ テイ）
- 小野坂昌也、シンディー（榎本温子）、伊福部崇、TG（鷲崎健）
- ラジオ『小野坂・伊福部のUNHAPPY』、CD『小野坂昌也プロトCD』『帝』

OLDCODEX（オルドコデックス）
- Ta_2（鈴木達央）、YORKE
- 旧メンバー：YoHsKE、sae、R・O・N

影山ヒロノブとエンジェル'04（かげやまヒロノブとエンジェル ぜろよん）
- 影山ヒロノブ、かないみか、沢城みゆき、新谷良子、田村ゆかり、山口眞弓
- アニメ『ギャラクシーエンジェル』

カチューシャ
- 河原木志穂、中島沙樹、美弥乃静
- テレビアニメ『下級生2 〜瞳の中の少女たち〜』

究極オールスターズ（きゅうきょくオールスターズ）
- 青野武、出渕裕、伊藤和典、開田裕治、笠原弘子、神谷明、河田明裕、川村万梨阿、塩沢兼人、島崎信行、島田満、高田明美、とまとあき、冨永みーな、知吹愛弓、ゆうきまさみ
- イメージアルバム『究極超人あ〜るVol.2』

galapagos（からはこす）
- 原田ひとみ、村木康生

milleluci（ミッレルーチ）
- 氷青、他

GRANRODEO（グランロデオ）
- e-ZUKA（飯塚昌明）、KISHOW（谷山紀章）

GYROAXIA（ジャイロアクシア）
- 小笠原仁、橋本真一、真野拓実、秋谷啓斗、宮内告典
- メディアミックス作品『from ARGONAVIS 』
- 作中に登場する同名のバンドの担当声優で、実際にバンド活動を行っている。

Crush Tears（クラッシュ ティアーズ）
- YU（小林ゆう）、RYO

黒薔薇保存会（くろばらほぞんかい）
- エルエル（柏田圭一）、OYKT（古谷光男）、ゼメエル（今野要子）、Ma様（諏訪勝）、ユイエル（堀江由衣）
- ラジオ『堀江由衣の天使のたまご』
- 黒薔薇保存会

激☆娘（げき にゃん）
- 新谷良子、三重野瞳、山本麻里安
- テレビ番組『激☆店』

COACH☆（コーチ）
- 明坂聡美、細野佑美子、三浦初美、北浦実千枝、mana
- 舞台『スーパーお芝居スクールランブル 〜お猿さんだよ、播磨くん!〜』

ゴールデン・イクシオン・ボンバー DT（ゴールデン・イクシオン・ボンバー ディー ティー）
- ゴールデンボンバー、江口拓也、中井和哉、福山潤、三上枝織、細谷佳正、神谷浩史、梶裕貴、杉田智和、鈴村健一、斎賀みつき
- テレビアニメ『イクシオン サーガ DT』

地獄の沙汰オールスターズ（じごくのさたオールスターズ）
- 安元洋貴、長嶝高士、小林由美子、柿原徹也、青山桐子、喜多村英梨、YOUR SONG IS GOOD
- テレビアニメ『鬼灯の冷徹』

JUST shiro×kazuya （ジャスト シロ バイ カズヤ）
- 斎賀みつき、西岡和哉
- JUST shiro×kazuya

JAM Project（ジャム プロジェクト）
- 遠藤正明、奥井雅美、影山ヒロノブ、きただにひろし、さかもとえいぞう、ヒカルド・クルーズ、福山芳樹、松本梨香、水木一郎
- 水木一郎は2002年8月に非常勤に、さかもとえいぞうは2003年3月に脱退。きただにひろしは2002年6月、奥井雅美と福山芳樹は2003年3月にそれぞれ加入。ヒカルドは2005年8月頃から非常勤参加。松本梨香は2008年4月7日より活動休止。
- JAM Project OFFICIAL SITE

SCREEN mode（スクリーンモード）
- 勇-YOU-（林勇）、雅友（太田雅友）

スタァライト九九組（スタァライトくくぐみ）
- 小山百代、三森すずこ、富田麻帆、佐藤日向、岩田陽葵、小泉萌香、相羽あいな、生田輝、伊藤彩沙
- メディアミックス作品『少女☆歌劇 レヴュースタァライト』

ステラ女学院高等科C3部（ステラじょがくいん こうとうか しーきゅーぶ）
- 茅野愛衣、斎藤千和、沢城みゆき、西崎莉麻、牧野由依、米澤円
- テレビアニメ『ステラ女学院高等科C3部』

smileY inc.（スマイリー）
- 大坪由佳、ゆうゆ
- “企業系ユニット”。ボーカルの大坪が“社長”、音楽プロデュースのゆうゆが“社長秘書”、ファンが“社員”。

ZMAP（ズマップ）
- 大月俊倫、伊藤健太郎、置鮎龍太郎、川上とも子、真殿光昭、南央美
- 大月俊倫の呼びかけにより結成。歌は大月俊倫を除いたメンバーで『ZMAP-1』（ズマップ・マイナス・ワン）としてリリース。

T゛IDAL WAVE（ダイダル ウェーブ）
- 南かおり、吉田古奈美
- ラジオ番組『青春ラジメニア』『大アニメ博覧会』
- 本来のユニット名は、2人の名前に共通して「なみ」が付いている（みなみ、こなみ）ことから津波を意味するTIDAL WAVE（タイダルウェーブ）だったのだが、ユニット名初披露のイベントで共演者の田中公平が「ダイダルウェーブ」と誤って紹介してしまい、そのまま訂正されなかったため表記の方を変更し、頭のTに濁点をつけて「ダイダルウェーブ」と読ませている。

TAKADA BAND（タカダ バンド）
- 立木文彦、三松亜美
- OVA『3×3 EYES』
- テレビアニメ『BLUE SEED』

チームスイートプリキュア♪
- 小清水亜美、折笠富美子、豊口めぐみ、大久保瑠美、三石琴乃、工藤真由、池田彩
- テレビアニメ『スイートプリキュア♪』

ちびらり
- 伊神浩二、佐々木顕博、進藤正宏、伊達海彦、渡辺明乃
- CHIBI-RARI(ちびらり)HP

D応P（ダイヤのA応援プロジェクト）
- 加地綾乃、遠藤ゆりか、山口立花子、花守ゆみり、高橋花林、A応P
- テレビアニメ『ダイヤのA』

TWO-MIX（トゥー ミックス）
- 高山みなみ、永野椎菜

Knights（ナイツ）
- 浅沼晋太郎、伊藤マサミ、北村諒、土田玲央、山下大輝
- ゲーム『あんさんぶるスターズ!』
- ゲーム初期は鳴上嵐役として草摩そうすけが参加していたが、後に北村諒に変更された。

ナナケンキッコ
- 井上喜久子、井上奈々（井ノ上奈々）、井上健（読みはいのうえけん・鷲崎健）
- ラジオ番組『セガサミーアワー はーい井上商店ですよ!』

春風おとめちっくす（はるかぜ おとめちっくす）
- 笠原弘子、川村万梨阿、島田満、高田明美、冨永みーな
- イメージアルバム『究極超人あ〜るVol.2』

P.P.S.（POWER Puff Souls、パワー パフ ソウルズ）
- 林原めぐみ、上谷麻紀、Nut's（ナッツ・元ギリギリガールズ）
- テレビアニメ『パワーパフガールズ』

ひだまり
- 椎名へきる、木根尚登

ヒトミソラ
- 吉田仁美、イズミカワソラ
- テレビアニメ『我が家のお稲荷さま。』

プアゾン
- 後藤邑子、橋本みゆき、荻原秀樹、小野大輔
- CD『Gigson』

functioncode;（ファンクション コード）
- LIKA MORINAGA （森永理科） 、MATSUOKA、J.P.HAL.J、TADAOMI、H.L.EURO
- 外部リンク function code(); the official website

FictionJunction YUUKA（フィクションジャンクション ユウカ）
- 南里侑香、梶浦由記

母体プロジェクトとしてはFictionJunctionを参照。
Vsixteen（ブイシックスティーン）
- 愛河里花子、飯塚雅弓、岩田光央、國府田マリ子、サエキトモ、新谷良子、鈴村健一、高田広ゆき（甲斐田ゆき、高橋広樹）、竹内順子、豊嶋真千子、千葉紗子、西村ちなみ、三橋加奈子、宮村優子、望月久代、三重野瞳
- ラジオ大阪開局45周年記念V-station特別ユニット

Four Seasons（フォー シーズンズ）
- 大谷育江、千葉紗子、豊口めぐみ、広橋佳以
- ゲーム『北へ。〜White Illumination〜』

福神（ふくじん）
- 福山芳樹、神奈延年

福原香織とRAB（ふくはらかおりとアール エー ビー）
- 福原香織、リアルアキバボーイズ
- テレビ番組『スター☆ドラフト会議』

BlooDye（ブラッディー）
- 高槻かなこ、礒部花凜、赤木彩香、伊藤千咲美、古高彩乃からなるヴォーカル＆パフォーマンスユニット。

fripSide（フリップサイド）
- 南條愛乃、sat（八木沼悟志）
- 南條愛乃は2009年に加入。初代ボーカルは声優ではない。

PPP（Pretty Purity Panix、プリティ ピュリティ パニックス）
- 麻績村まゆ子、桑島法子、松澤由美
- ラジオ番組『アニガメパラダイス』

Project Yamato 2199（プロジェクト ヤマト にいちきゅうきゅう）
- ささきいさお、JAM Project、中川翔子、水木一郎、堀江美都子、茅原実里、結城アイラ、美郷あき、栗林みな実、麻生夏子、佐咲紗花、石田燿子、ZAQ、ChouCho、橋本みゆき、yozuca*、CooRie、妖精帝國（YUI）、佐藤ひろ美、飛蘭、石川智晶、Rey（原田謙太）、喜多修平、谷本貴義、高取ヒデアキ、鈴村健一、米倉千尋
- アニメ『宇宙戦艦ヤマト2199』

堀江美都子とエンジェル'03（ほりえみつことエンジェル ぜろさん）
- かないみか、沢城みゆき、新谷良子、田村ゆかり、堀江美都子、山口眞弓
- アニメ『ギャラクシーエンジェル』

堀江由衣 with UNSCANDAL（ほりえゆい ウィズ アンスキャンダル）
- 堀江由衣、UNSCANDAL

Promised Blood（プロミスットブラッド）
- 涼本あきほ、松本花雪、天野聡美、和泉風花

- ゲーム『マギアレコード 魔法少女まどか☆マギカ外伝』

ミュージカル版エンジェル隊（ミュージカルばん エンジェルたい）
- 明坂聡美、川口真理恵、小出由華、白川りさ、富田麻帆、中山恵里奈
- ミュージカル『ギャラクシーエンジェル』

milk rings（ミルク リングス）
- 浅野真澄、鷲崎健
- ラジオ番組『浅野真澄のスパラジ!』『A&G 超RADIO SHOW〜アニスパ!〜』
- 名称が正式決定する前は一時期「浅野真澄 with TW」と呼ばれていた。

もふもふえん
- 古畑恵介、村瀬歩、矢野奨吾
- ゲーム『アイドルマスターSideM』

山口県人会（やまぐちけんじんかい）
- きただにひろし、谷山紀章

ユキクラ
- 倉田雅世、松浦有希

RAMS ALL CAST（ラムズ オール キャスト）
- 阿部玲子、井ノ上奈々、近江知永、サイキックラバー、酒井香奈子、庄子裕衣、野川さくら、宮崎羽衣、三好麻美、山村響
- ライブ『ラムズ ライブフェスティバル2007』

RAMMに這いよるニャル子さん（ラムにはいよるニャルこさん）
- 阿澄佳奈、RAMM
- テレビアニメ『這いよれ!ニャル子さん』

RAISE A SUILEN（レイズ ア スイレン）
- Raychell、小原莉子、夏芽、倉知玲鳳、紡木吏佐
- メディアミックス作品『BanG Dream!』
- 「Poppin'Party」・「Roselia」同様、担当声優で実際にバンド活動を行っている。
- 活動初期（2018年7月17日開催の2ndライブまで）は『THE THIRD(仮)』の名義で活動。

ROMANXIA（ロマンシア）
- 鈴木達央、寺島拓篤、宮野真守、梶裕貴、TAKERU、日野聡
- ゲーム『Lucian Bee's RESURRECTION SUPERNOVA』

ワイルド三人娘（ワイルドさんにんむすめ）
- ジョイまっくす・マキシマム（ジョイまっくす）、スプートニク・ヲタササビッチ（おたっきぃ佐々木）、ミナミ・クリバヤシ（栗林みな実）
- ラジオ番組『ちよれんちゃんねる♪』『音速♪ひとみしりちゃんねる』『君のぞらじお』
- 2004年にスプートニク・ヲタササビッチはジャッキー・ヤン（谷山紀章）とメンバー交代。

ワイルドストロベリー
- 井上喜久子、小笠原純子、まるたまり

ワッPズ（ワッピーズ）
- 伊藤裕美子、塩沢兼人、千葉繁、久川綾、藤田淑子
- テレビアニメ『新ビックリマン』

ワルキューレ
- JUNNA、鈴木みのり、安野希世乃、西田望見、東山奈央
- テレビアニメ『マクロスΔ』

### 歌手活動をしていないユニット
時計仕掛けのブリキおじさん（とけいじかけのぶりきおじさん）
- 川原慶久、下和田ヒロキ

さんにんのかい
- 関智一、高木渉、山口勝平

アヤユカ
- 伊藤彩沙、尾崎由香
- 雑誌『月刊ブシロード』発“カードゲームを愛する者だけに見える(？)妖精”

ニキータ
- 橘田いずみ、新田恵海
- Webラジオ『ヴァンガードラジオG』・テレビ番組『月刊ブシロードTV』
- 二人の名前をニータ(新田)とキータ(橘田)に置き換え、更にそれを合成したもの。

ニコイチ
- 神田朱未、野中藍
- Webラジオ『カンださん☆アイぽんの ネギまほラジお!?（びっくりはてな）』

スナックトリオ
- 神田朱未、野中藍、皆川純子

ギャンブラーズ
- 神田朱未、佐久間未帆

Esa Bukuro!（エサ ブクロ）
- 神田朱未、出口茉美

Fish-eye（フィッシュ アイ）
- 神田朱未、山川琴美
- ユニット名の由来は結成時2人とも「魚の目」ができていたから。

ヒポポタマス
- 笹川亜矢奈、野中藍

ポイタン（ポイズン タン）
- 桑谷夏子、野中藍
- ユニット名の由来は2人共毒舌（英語で毒→ポイズン・舌→タン）だから。

ネギモニ
- 桑谷夏子、白鳥由里
- プロデュースしたのは門脇舞以。

大食い部（おおぐいぶ）
- 石毛佐和、井ノ上ナオミ、門脇舞以、狩野茉莉、木村まどか、佐藤利奈、出口茉美、矢部雅史、山川琴美

- 以上のユニットも大食い部以外は番組内で結成されたもの。